# Hokejowa Liga Mistrzów (2021/2022)
Hokejowa Liga Mistrzów 2021/2022 ósma edycja europejskiego, klubowego turnieju hokeja na lodzie, rozgrywanego pod patronatem IIHF. Przeznaczony dla najlepszych męskich hokejowych drużyn klubowych (zajmujących czołowe miejsca w europejskich ligach krajowych). Są to najbardziej prestiżowe klubowe zmagania hokejowe w Europie.
Uczestniczą w niej 32 kluby podzielone na 8 czterozespołowych grup. Rozgrywki trwają od 26 sierpnia 2021 do 1 marca 2022 roku. Po raz piąty w rozgrywkach wystąpi zespół z Polski. Jest nim mistrz kraju z sezonu 2020/2021 – JKH GKS Jastrzębie.

## Uczestnicy

### Warunki gry w HLM
W rozgrywkach uczestniczą 32 zespoły z 13 państw. Drużyny zostały podzielone 4 koszyki spośród których rozlosowano osiem 4-zespołowych grup. Wymogiem uczestnictwa w tegorocznej edycji HLM było spełnienie jednego z siedmiu warunków:
1. Mistrzostwo Ligi Mistrzów 2019/2020
2. Mistrzostwo kraju
3. Zwycięstwo w sezonie zasadniczym
4. Wicemistrzostwo sezonu zasadniczego
5. Trzecie miejsce w sezonie zasadniczym
6. Czwarte miejsce w sezonie zasadniczym
7. Piąte miejsce w sezonie zasadniczym

### Drużyny
| Drużyna                | Miasto                   | Liga                                   | Kwalifikacja                                |
| ---------------------- | ------------------------ | -------------------------------------- | ------------------------------------------- |
| Frölunda HC            | Göteborg                 | Svenska hockeyligan                    | zwycięzca HLM 2019/2020                     |
| Växjö Lakers           | Växjö                    | Svenska hockeyligan                    | mistrz kraju                                |
| Rögle BK               | Ängelholm                | Svenska hockeyligan                    | wicemistrz sezonu zasadniczego              |
| Leksands IF            | Leksand                  | Svenska hockeyligan                    | trzecie miejsce w sezonie zasadniczym       |
| Skellefteå AIK         | Skellefteå               | Svenska hockeyligan                    | czwarte miejsce w sezonie zasadniczym       |
| EV Zug                 | Zug                      | National League                        | mistrz kraju                                |
| HC Lugano              | Lugano                   | National League                        | wicemistrz sezonu zasadniczego              |
| HC Fribourg-Gottéron   | Fryburg                  | National League                        | trzecie miejsce sezonu zasadniczego         |
| Lausanne HC            | Lozanna                  | National League                        | czwarte miejsce sezonu zasadniczego         |
| ZSC Lions              | Zurych                   | National League                        | piąte miejsce sezonu zasadniczego           |
| Lukko                  | Rauma                    | Liiga                                  | mistrz kraju                                |
| HIFK                   | Helsinki                 | Liiga                                  | wicemistrz sezonu zasadniczego              |
| TPS                    | Turku                    | Liiga                                  | trzecie miejsce sezonu zasadniczego         |
| Tappara                | Tampere                  | Liiga                                  | czwarte miejsce sezonu zasadniczego         |
| Eisbären Berlin        | Berlin                   | Deutsche Eishockey Liga                | mistrz kraju                                |
| Adler Mannheim         | Mannheim                 | Deutsche Eishockey Liga                | Zwycięzca grupy południowej                 |
| EHC Red Bull Monachium | Monachium                | Deutsche Eishockey Liga                | wicemistrz grupy południowej                |
| Fischtown Pinguins     | Bremerhaven              | Deutsche Eishockey Liga                | wicemistrz grupy północnej                  |
| HC Oceláři Trzyniec    | Trzyniec                 | Tipsport Ekstraliga                    | mistrz kraju                                |
| Sparta Praga           | Praga                    | Tipsport Ekstraliga                    | mistrz sezonu zasadniczego                  |
| BK Mladá Boleslav      | Mladá Boleslav           | Tipsport Ekstraliga                    | trzecie miejsce sezonu zasadniczego         |
| EC KAC                 | Klagenfurt am Wörthersee | Österreichische Eishockey-Liga         | mistrz kraju                                |
| HC Bolzano             | Bolzano                  | Österreichische Eishockey-Liga         | wicemistrz sezonu zasadniczego              |
| EC Red Bull Salzburg   | Salzburg                 | Österreichische Eishockey-Liga         | najwyżej sklasyfikowany półfinalista ligi   |
| Cardiff Devils         | Cardiff                  | Elite Ice Hockey League                | zwycięzca sezonu zasadniczego 2019/2020     |
| Dragons de Rouen       | Rouen                    | Ligue Magnus                           | zwycięzca sezonu zasadniczego               |
| Frisk Asker            | Asker                    | GET-ligaen                             | zwycięzca sezonu zasadniczego               |
| JKH GKS Jastrzębie     | Jastrzębie-Zdrój         | Polska Hokej Liga                      | mistrz kraju                                |
| Rungsted Seier Capital | Rungsted                 | Metal Ligaen                           | mistrz kraju                                |
| SønderjyskE Ishockey   | Vojens                   | Metal Ligaen                           | zwycięzca Pucharu Kontynentalnego 2019/2020 |
| Donbas Donieck         | Donieck                  | Ukraińska Hokejowa Liga                | dzika karta                                 |
| Slovan Bratysława      | Bratysława               | Ekstraliga słowacka w hokeju na lodzie | dzika karta                                 |

## Terminarz
| Faza           | Runda        | Pierwszy mecz                          | Drugi mecz                             |
| -------------- | ------------ | -------------------------------------- | -------------------------------------- |
| Faza grupowa   | Faza grupowa | od 26 sierpnia do 13 października 2021 | od 26 sierpnia do 13 października 2021 |
| Faza pucharowa | 1/8 finału   | 16-17 listopada 2021                   | 23-24 listopada 2021                   |
| Faza pucharowa | Ćwierćfinały | 7-8 grudzień 2021                      | 14 grudzień 2021                       |
| Faza pucharowa | Półfinały    | 4-5 stycznia 2022                      | 11-12 stycznia 2022                    |
| Faza pucharowa | Finał        | 1 marca 2022                           | 1 marca 2022                           |

## Losowanie
Oto podział drużyn na koszyki podczas losowania:
| Koszyk 1                                                                  | Koszyk 2                                                        | Koszyk 3                                                                                     | Koszyk 4                                                                                   | Koszyk 5 |
| ------------------------------------------------------------------------- | --------------------------------------------------------------- | -------------------------------------------------------------------------------------------- | ------------------------------------------------------------------------------------------ | --- |
| Frölunda HC Växjö Lakers EV Zug Eisbären Berlin Lukko HC Oceláři Trzyniec | Rögle BK HC Lugano Adler Mannheim HIFK Sparta Praga Leksands IF | HC Fribourg-Gottéron EHC Red Bull Monachium TPS BK Mladá Boleslav Skellefteå AIK Lausanne HC | Fischtown Pinguins Tappara ZSC Lions Slovan Bratysława Cardiff Devils SønderjyskE Ishockey | EC KAC HC Bolzano EC Red Bull Salzburg Dragons de Rouen Frisk Asker JKH GKS Jastrzębie Rungsted Seier Capital Donbas Donieck |

## Faza grupowa

### Grupa A
| Lp. | Zespół             | M | Pkt | Z | WpD | PpD | P | G+ | G- | +/- |
| --- | ------------------ | - | --- | - | --- | --- | - | -- | -- | --- |
| 1   | Sparta Praga       | 6 | 13  | 3 | 2   | 0   | 1 | 17 | 10 | +7  |
| 2   | Växjö Lakers       | 6 | 10  | 3 | 0   | 1   | 2 | 14 | 10 | +4  |
| 3   | Fischtown Pinguins | 6 | 9   | 3 | 0   | 0   | 3 | 10 | 15 | -5  |
| 4   | TPS                | 6 | 4   | 1 | 0   | 1   | 4 | 10 | 16 | -6  |

    = awans do 1/8 finału
| 27 sierpnia 2021 | TPS | 1:2 | Fischtown Pinguins | Gatorade Center, Turku |

| Szczegóły      | Szczegóły              | Szczegóły       | Szczegóły                                | Szczegóły                                                                                                 |
| -------------- | ---------------------- | --------------- | ---------------------------------------- | --- |
| Godzina: 18:00 | F. Sandberg (EQ) 59:05 | (0:0, 0:1, 1:1) | 36:38 (PP) S. Dietz 45:44 (SH) N. Kinder | Widzów: 1325 Sędzia główny: Aaro Brännare Anssi Salonen Sędziowie liniowi: Joona Elonen Markus Hagerström |
| Godzina: 18:00 | 8 min. kar             |                 | 4 min. kar                               | Widzów: 1325 Sędzia główny: Aaro Brännare Anssi Salonen Sędziowie liniowi: Joona Elonen Markus Hagerström |

| 27 sierpnia 2021 | Växjö Lakers | 2:1 | Sparta Praga | Vida Arena, Växjö |

| Szczegóły      | Szczegóły                                     | Szczegóły       | Szczegóły           | Szczegóły                                                                                                   |
| -------------- | --------------------------------------------- | --------------- | ------------------- | --- |
| Godzina: 18:05 | O. Lycksell (PP) 15:31 J. Nättinen (PP) 23:49 | (1:0, 1:0, 0:1) | 59:54 (EQ) M. Řepík | Widzów: 1218 Sędzia główny: Christoffer Holm Mikael Holm Sędziowie liniowi: Gustav Jonsson Andreas Svensson |
| Godzina: 18:05 | 6 min. kar                                    |                 | 14 min. kar         | Widzów: 1218 Sędzia główny: Christoffer Holm Mikael Holm Sędziowie liniowi: Gustav Jonsson Andreas Svensson |

| 29 sierpnia 2021 | Växjö Lakers | 5:0 | Fischtown Pinguins | Vida Arena, Växjö |

| Szczegóły      | Szczegóły | Szczegóły       | Szczegóły  | Szczegóły                                                                                       |
| -------------- | --- | --------------- | ---------- | ----------------------------------------------------------------------------------------------- |
| Godzina: 14:35 | R. Gynge (PP) 01:07 G. Gustafsson (EQ) 05:49 E. Josefsson (EQ) 14:55 R. Gynge (EQ) 28:14 R. Gynge (EQ) 52:41 | (3:0, 1:0, 1:0) |            | Sędzia główny: Mikael Holm Patric Bjälkander Sędziowie liniowi: Andreas Svensson Gustav Jonsson |
| Godzina: 14:35 | 8 min. kar                                                                                                   |                 | 8 min. kar | Sędzia główny: Mikael Holm Patric Bjälkander Sędziowie liniowi: Andreas Svensson Gustav Jonsson |

| 29 sierpnia 2021 | TPS | 2:3 pk. | Sparta Praga | Gatorade Center, Turku |

| Szczegóły      | Szczegóły                                     | Szczegóły                 | Szczegóły                                                            | Szczegóły                                                                                         |
| -------------- | --------------------------------------------- | ------------------------- | -------------------------------------------------------------------- | ------------------------------------------------------------------------------------------------- |
| Godzina: 18:00 | M. Hults (PP) 19:09 T. Steenbergen (EQ) 45:42 | (1:1, 0:1, 1:0, 0:0, 0:1) | 07:27 (PP) Z. Doležal 32:36 (EQ) L. Zikmund 65:00 (SO) Filip Chlapík | Widzów: 1007 Sędzia główny: Joonas Kova Kristian Vikman Sędziowie liniowi: Niko Jusi Joni Pekkala |
| Godzina: 18:00 | 8 min. kar                                    |                           | 10 min. kar                                                          | Widzów: 1007 Sędzia główny: Joonas Kova Kristian Vikman Sędziowie liniowi: Niko Jusi Joni Pekkala |

| 3 września 2021 | Fischtown Pinguins | 3:0 | TPS | Eisarena Bremerhaven, Bremerhaven |

| Szczegóły      | Szczegóły                                                        | Szczegóły       | Szczegóły  | Szczegóły |
| -------------- | ---------------------------------------------------------------- | --------------- | ---------- | --- |
| Godzina: 19:30 | S. Dietz (EQ) 40:47 Jan Urbas (EQ) 46:55 R. Mauermann (EN) 59:11 | (0:0, 0:0, 3:0) |            | Widzów: 2066 Sędzia główny: Gordon Schukies Sirko Hunnius Sędziowie liniowi: Jonas Merten Nikolaj Ponomarjow |
| Godzina: 19:30 | 4 min. kar                                                       |                 | 8 min. kar | Widzów: 2066 Sędzia główny: Gordon Schukies Sirko Hunnius Sędziowie liniowi: Jonas Merten Nikolaj Ponomarjow |

| 3 września 2021 | Sparta Praga | 2:1 pd. | Växjö Lakers | Tipsport Arena, Praga |

| Szczegóły      | Szczegóły                                | Szczegóły            | Szczegóły              | Szczegóły                                                                                     |
| -------------- | ---------------------------------------- | -------------------- | ---------------------- | --------------------------------------------------------------------------------------------- |
| Godzina: 19:35 | V. Sobotka (EQ) 32:37 D. Kaše (EQ) 61:11 | (0:1, 1:0, 0:0, 1:0) | 15:00 (EQ) M. Lundberg | Widzów: 3312 Sędzia główny: René Hradil Adam Kika Sędziowie liniowi: Vít Lederer Jiří Svoboda |
| Godzina: 19:35 | 8 min. kar                               |                      | 8 min. kar             | Widzów: 3312 Sędzia główny: René Hradil Adam Kika Sędziowie liniowi: Vít Lederer Jiří Svoboda |

| 5 września 2021 | Sparta Praga | 3:2 | TPS | Tipsport Arena, Praga |

| Szczegóły      | Szczegóły                                                          | Szczegóły       | Szczegóły                               | Szczegóły                                                                                              |
| -------------- | ------------------------------------------------------------------ | --------------- | --------------------------------------- | --- |
| Godzina: 17:00 | J. Konečný (EQ) 11:41 J. Buchtele (EQ) 25:34 J. Konečný (EQ) 44:23 | (1:0, 1:1, 1:1) | 36:58 (PP) M. Hults 43:20 (PP) M. Nurmi | Widzów: 3189 Sędzia główny: Vladimír Pešina Jakub Šindel Sędziowie liniowi: Jiří Ondráček Jiří Svoboda |
| Godzina: 17:00 | 8 min. kar                                                         |                 | 8 min. kar                              | Widzów: 3189 Sędzia główny: Vladimír Pešina Jakub Šindel Sędziowie liniowi: Jiří Ondráček Jiří Svoboda |

| 5 września 2021 | Fischtown Pinguins | 2:1 | Växjö Lakers | Eisarena Bremerhaven, Bremerhaven |

| Szczegóły      | Szczegóły                                    | Szczegóły       | Szczegóły              | Szczegóły                                                                                                |
| -------------- | -------------------------------------------- | --------------- | ---------------------- | --- |
| Godzina: 18:05 | Jan Urbas (EQ) 03:19 R. Mauermann (EQ) 23:46 | (1:0, 1:1, 0:0) | 26:54 (PP) O. Lycksell | Widzów: 1948 Sędzia główny: Aleksi Rantala Marc Iwert Sędziowie liniowi: Jonas Merten Nikolaj Ponomarjow |
| Godzina: 18:05 | 6 min. kar                                   |                 | 6 min. kar             | Widzów: 1948 Sędzia główny: Aleksi Rantala Marc Iwert Sędziowie liniowi: Jonas Merten Nikolaj Ponomarjow |

| 5 października 2021 | TPS | 3:1 | Växjö Lakers | Gatorade Center, Turku |

| Szczegóły      | Szczegóły                                                        | Szczegóły       | Szczegóły              | Szczegóły                                                                                            |
| -------------- | ---------------------------------------------------------------- | --------------- | ---------------------- | --- |
| Godzina: 18:05 | A. Intonen (EQ) 01:48 A. Intonen (EQ) 25:16 E. Liukas (EN) 58:57 | (1:1, 1:0, 1:0) | 15:58 (PP) P. Holmberg | Widzów: 531 Sędzia główny: Lassi Heikkinen Mikko Kaukokari Sędziowie liniowi: Niko Jusi Joni Pekkala |
| Godzina: 18:05 | 33 min. kar                                                      |                 | 4 min. kar             | Widzów: 531 Sędzia główny: Lassi Heikkinen Mikko Kaukokari Sędziowie liniowi: Niko Jusi Joni Pekkala |

| 6 października 2021 | Sparta Praga | 5:2 | Fischtown Pinguins | Tipsport Arena, Praga |

| Szczegóły      | Szczegóły | Szczegóły       | Szczegóły                                   | Szczegóły                                                                                         |
| -------------- | --- | --------------- | ------------------------------------------- | ------------------------------------------------------------------------------------------------- |
| Godzina: 19:30 | Z. Doležal (EQ) 11:17 D. Kaše (EQ) 13:29 Patrik Prymula (EQ) 39:36 M. Moravčík (SH) 40:53 O. Mikliš (EQ) 43:50 | (2:2, 1:0, 2:0) | 11:48 (EQ) N. Andersen 18:55 (EQ) N. Kinder | Widzów: 3311 Sędzia główny: René Hradil Jakub Šindel Sędziowie liniowi: Vít Lederer David Klouček |
| Godzina: 19:30 | 4 min. kar |                 | 10 min. kar                                 | Widzów: 3311 Sędzia główny: René Hradil Jakub Šindel Sędziowie liniowi: Vít Lederer David Klouček |

| 12 października 2021 | Växjö Lakers | 4:2 | TPS | Vida Arena, Växjö |

| Szczegóły      | Szczegóły                                                                                    | Szczegóły       | Szczegóły                                  | Szczegóły |
| -------------- | -------------------------------------------------------------------------------------------- | --------------- | ------------------------------------------ | --- |
| Godzina: 18:05 | E. Josefsson (EQ) 10:56 E. Josefsson (EQ) 15:54 J. Persson (EQ) 35:28 M. Lundberg (EQ) 59:59 | (2:0, 1:0, 1:2) | 55:46 (EQ) E. Liukas 57:40 (EQ) M. Pyyhtiä | Widzów: 2314 Sędzia główny: Richard Magnusson Marcus Linde Sędziowie liniowi: Anders Nyqvist Andreas Malmqvist |
| Godzina: 18:05 | 2 min. kar                                                                                   |                 | 4 min. kar                                 | Widzów: 2314 Sędzia główny: Richard Magnusson Marcus Linde Sędziowie liniowi: Anders Nyqvist Andreas Malmqvist |

| 12 października 2021 | Fischtown Pinguins | 1:3 | Sparta Praga | Eisarena Bremerhaven, Bremerhaven |

| Szczegóły      | Szczegóły          | Szczegóły       | Szczegóły                                                                 | Szczegóły                                                                                                  |
| -------------- | ------------------ | --------------- | ------------------------------------------------------------------------- | --- |
| Godzina: 19:00 | M. Wahl (EQ) 49:29 | (0:0, 0:1, 1:2) | 24:50 (EQ) M. Moravčík 41:24 (EQ) Filip Chlapík 58:55 (EN) Patrik Prymula | Widzów: 2555 Sędzia główny: André Schrader Sirko Hunnius Sędziowie liniowi: Wayne Gerth Nikolaj Ponomarjow |
| Godzina: 19:00 | 2 min. kar         |                 | 8 min. kar                                                                | Widzów: 2555 Sędzia główny: André Schrader Sirko Hunnius Sędziowie liniowi: Wayne Gerth Nikolaj Ponomarjow |

### Grupa B
| Lp. | Zespół            | M | Pkt | Z | WpD | PpD | P | G+ | G- | +/- |
| --- | ----------------- | - | --- | - | --- | --- | - | -- | -- | --- |
| 1   | Frölunda HC       | 6 | 14  | 4 | 1   | 0   | 1 | 21 | 14 | +7  |
| 2   | ZSC Lions         | 6 | 13  | 4 | 0   | 1   | 1 | 17 | 12 | +5  |
| 3   | HIFK              | 6 | 8   | 2 | 1   | 0   | 3 | 10 | 11 | -1  |
| 4   | BK Mladá Boleslav | 6 | 1   | 0 | 0   | 1   | 5 | 9  | 20 | -11 |

    = awans do 1/8 finału
| 26 sierpnia 2021 | BK Mladá Boleslav | 1:4 | Frölunda HC | ŠKO-ENERGO Aréna, Mladá Boleslav |

| Szczegóły      | Szczegóły            | Szczegóły       | Szczegóły                                                                                   | Szczegóły                                                                                          |
| -------------- | -------------------- | --------------- | ------------------------------------------------------------------------------------------- | -------------------------------------------------------------------------------------------------- |
| Godzina: 17:00 | M. Lunter (EQ) 55:37 | (0:3, 0:1, 1:0) | 08:50 (EQ) J. Olsson 15:48 (EQ) J. Lundqvist 19:43 (PP) P. Carlsson 29:03 (EQ) F. Johansson | Widzów: 1520 Sędzia główny: Daniel Pražák Jakub Šindel Sędziowie liniowi: David Klouček Josef Špůr |
| Godzina: 17:00 | 8 min. kar           |                 | 10 min. kar                                                                                 | Widzów: 1520 Sędzia główny: Daniel Pražák Jakub Šindel Sędziowie liniowi: David Klouček Josef Špůr |

| 26 sierpnia 2021 | ZSC Lions | 0:3 | HIFK | Hallenstadion, Zurych |

| Szczegóły      | Szczegóły    | Szczegóły       | Szczegóły                                                        | Szczegóły                                                                                                |
| -------------- | ------------ | --------------- | ---------------------------------------------------------------- | --- |
| Godzina: 19:45 |              | (0:0, 0:0, 0:3) | 41:23 (EQ) O. Paajanen 42:19 (EQ) R. Ahonen 58:46 (EN) J. Innala | Widzów: 1806 Sędzia główny: Marc Wiegand Miroslav Stolc Sędziowie liniowi: Marc-Henri Progin Thomas Wolf |
| Godzina: 19:45 | 139 min. kar |                 | 95 min. kar                                                      | Widzów: 1806 Sędzia główny: Marc Wiegand Miroslav Stolc Sędziowie liniowi: Marc-Henri Progin Thomas Wolf |

| 28 sierpnia 2021 | BK Mladá Boleslav | 1:2 pd. | HIFK | ŠKO-ENERGO Aréna, Mladá Boleslav |

| Szczegóły      | Szczegóły            | Szczegóły            | Szczegóły                                     | Szczegóły                                                                                         |
| -------------- | -------------------- | -------------------- | --------------------------------------------- | ------------------------------------------------------------------------------------------------- |
| Godzina: 16:00 | J. Kotala (EQ) 02:31 | (1:0, 0:1, 0:0, 0:1) | 38:30 (PP) L. Teissala 62:15 (EQ) R. Hirvonen | Widzów: 1138 Sędzia główny: Vladimír Pešina Robin Šír Sędziowie liniowi: David Klouček Josef Špůr |
| Godzina: 16:00 | 6 min. kar           |                      | 10 min. kar                                   | Widzów: 1138 Sędzia główny: Vladimír Pešina Robin Šír Sędziowie liniowi: David Klouček Josef Špůr |

| 28 sierpnia 2021 | ZSC Lions | 4:2 | Frölunda HC | Hallenstadion, Zurych |

| Szczegóły      | Szczegóły                                                                              | Szczegóły       | Szczegóły                                       | Szczegóły                                                                                                |
| -------------- | -------------------------------------------------------------------------------------- | --------------- | ----------------------------------------------- | --- |
| Godzina: 20:05 | S. Bodenmann (PP) 15:38 R. Hayes (EQ) 44:20 M. Krüger (PP) 45:51 J. Sigrist (EN) 59:36 | (1:2, 0:0, 3:0) | 05:51 (EQ) J. Sundström 17:27 (PP) M. Norlinder | Widzów: 1925 Sędzia główny: Michael Tscherrig Nicolas Fluri Sędziowie liniowi: Dario Fuchs Daniel Duarte |
| Godzina: 20:05 | 8 min. kar                                                                             |                 | 35 min. kar                                     | Widzów: 1925 Sędzia główny: Michael Tscherrig Nicolas Fluri Sędziowie liniowi: Dario Fuchs Daniel Duarte |

| 2 września 2021 | HIFK | 0:2 | ZSC Lions | Tikkurila Arena, Vantaa |

| Szczegóły      | Szczegóły   | Szczegóły       | Szczegóły                                | Szczegóły                                                                                                 |
| -------------- | ----------- | --------------- | ---------------------------------------- | --- |
| Godzina: 18:00 |             | (0:1, 0:0, 0:1) | 16:05 (PP) D. Diem 47:08 (EQ) J. Sigrist | Widzów: 200 Sędzia główny: Lassi Heikkinen Riku Brander Sędziowie liniowi: Tommi Nittyla Lauri Nikulainen |
| Godzina: 18:00 | 12 min. kar |                 | 14 min. kar                              | Widzów: 200 Sędzia główny: Lassi Heikkinen Riku Brander Sędziowie liniowi: Tommi Nittyla Lauri Nikulainen |

| 2 września 2021 | Frölunda HC | 4:3 | BK Mladá Boleslav | Frölundaborgs Isstadion, Göteborg |

| Szczegóły      | Szczegóły                                                                             | Szczegóły       | Szczegóły                                                      | Szczegóły |
| -------------- | ------------------------------------------------------------------------------------- | --------------- | -------------------------------------------------------------- | --- |
| Godzina: 18:05 | J. Nilsson (PP2) 17:15 J. Mursak (EQ) 24:44 M. Spacek (EQ) 42:55 M. Spacek (PP) 59:28 | (1:1, 1:1, 2:1) | 10:48 (PP) O. Najman 28:16 (EQ) P. Kousal 48:31 (EQ) J. Kotala | Widzów: 800 Sędzia główny: Patric Bjälkander Mikael Sjökvist Sędziowie liniowi: Andreas Malmqvist Ludvig Lundgren |
| Godzina: 18:05 | 6 min. kar                                                                            |                 | 75 min. kar                                                    | Widzów: 800 Sędzia główny: Patric Bjälkander Mikael Sjökvist Sędziowie liniowi: Andreas Malmqvist Ludvig Lundgren |

| 4 września 2021 | Frölunda HC | 4:3 pd. | ZSC Lions | Frölundaborgs Isstadion, Göteborg |

| Szczegóły      | Szczegóły                                                                                  | Szczegóły            | Szczegóły                                                             | Szczegóły |
| -------------- | ------------------------------------------------------------------------------------------ | -------------------- | --------------------------------------------------------------------- | --- |
| Godzina: 14:05 | M. R. Olsen (EQ) 21:41 M. Spacek (EQ) 27:41 M. Norlinder (PP) 44:50 M. R. Olsen (EQ) 62:00 | (0:1, 2:0, 1:2, 1:0) | 03:38 (EQ) J. Azevedo 48:10 (EQ) J. Quenneville 55:15 (EQ) P. Geering | Widzów: 683 Sędzia główny: Mikael Sjökvist Patric Bjälkander Sędziowie liniowi: Ludvig Lundgren Andreas Malmqvist |
| Godzina: 14:05 | 49 min. kar                                                                                |                      | 10 min. kar                                                           | Widzów: 683 Sędzia główny: Mikael Sjökvist Patric Bjälkander Sędziowie liniowi: Ludvig Lundgren Andreas Malmqvist |

| 4 września 2021 | HIFK | 2:1 | BK Mladá Boleslav | Tikkurila Arena, Vantaa |

| Szczegóły      | Szczegóły                                   | Szczegóły       | Szczegóły           | Szczegóły |
| -------------- | ------------------------------------------- | --------------- | ------------------- | --- |
| Godzina: 18:00 | E. Hede (EQ) 36:57 E. Teräväinen (EQ) 43:29 | (0:0, 1:1, 1:0) | 23:09 (PP) A. Raška | Widzów: 511 Sędzia główny: Sakari Suominen Kristian Vikman Sędziowie liniowi: Joona Elonen Markus Hagerström |
| Godzina: 18:00 | 16 min. kar                                 |                 | 14 min. kar         | Widzów: 511 Sędzia główny: Sakari Suominen Kristian Vikman Sędziowie liniowi: Joona Elonen Markus Hagerström |

| 5 października 2021 | BK Mladá Boleslav | 0:1 | ZSC Lions | ŠKO-ENERGO Aréna, Mladá Boleslav |

| Szczegóły      | Szczegóły  | Szczegóły       | Szczegóły         | Szczegóły                                                                                             |
| -------------- | ---------- | --------------- | ----------------- | --- |
| Godzina: 17:00 |            | (0:0, 0:1, 0:0) | 36:45 (SH) G. Roe | Widzów: 1311 Sędzia główny: Vladimír Pešina Daniel Pražák Sędziowie liniowi: Jiří Ondráček Josef Špůr |
| Godzina: 17:00 | 6 min. kar |                 | 12 min. kar       | Widzów: 1311 Sędzia główny: Vladimír Pešina Daniel Pražák Sędziowie liniowi: Jiří Ondráček Josef Špůr |

| 5 października 2021 | HIFK | 2:3 | Frölunda HC | Helsingin Jäähalli, Helsinki |

| Szczegóły      | Szczegóły                                     | Szczegóły       | Szczegóły                                                             | Szczegóły                                                                                                |
| -------------- | --------------------------------------------- | --------------- | --------------------------------------------------------------------- | --- |
| Godzina: 18:05 | M.-M. Åsten (EQ) 13:00 J. Schmaltz (PP) 45:41 | (1:0, 0:1, 1:2) | 39:13 (EQ) F. Johansson 47:34 (EQ) P. Carlsson 49:19 (SH) P. Carlsson | Widzów: 4139 Sędzia główny: Joonas Kova Anssi Salonen Sędziowie liniowi: Lauri Nikulainen Hannu Sormunen |
| Godzina: 18:05 | 10 min. kar                                   |                 | 12 min. kar                                                           | Widzów: 4139 Sędzia główny: Joonas Kova Anssi Salonen Sędziowie liniowi: Lauri Nikulainen Hannu Sormunen |

| 12 października 2021 | Frölunda HC | 4:1 | HIFK | Frölundaborgs Isstadion, Göteborg |

| Szczegóły      | Szczegóły                                                                          | Szczegóły       | Szczegóły         | Szczegóły                                                                                                   |
| -------------- | ---------------------------------------------------------------------------------- | --------------- | ----------------- | --- |
| Godzina: 18:05 | R. Lasch (PP) 09:37 C. Folin (EQ) 12:35 N. Lasu (EN) 57:21 J. Lundqvist (EQ) 58:25 | (2:0, 0:0, 2:1) | 55:11 (PP) S. Dyk | Widzów: 2278 Sędzia główny: Tobias Björk Christoffer Holm Sędziowie liniowi: Richard Nilsson Gustav Jonsson |
| Godzina: 18:05 | 10 min. kar                                                                        |                 | 12 min. kar       | Widzów: 2278 Sędzia główny: Tobias Björk Christoffer Holm Sędziowie liniowi: Richard Nilsson Gustav Jonsson |

| 12 października 2021 | ZSC Lions | 7:3 | BK Mladá Boleslav | Hallenstadion, Zurych |

| Szczegóły      | Szczegóły | Szczegóły       | Szczegóły                                                       | Szczegóły |
| -------------- | --- | --------------- | --------------------------------------------------------------- | --- |
| Godzina: 19:45 | C. Baltisberger (EQ) 05:09 D. Malgin (EQ) 09:24 S. Andrighetto (PP) 15:50 M. Aeschlimann (EQ) 23:06 S. Andrighetto (EQ) 48:15 J. Quenneville (PP) 49:37 J. Azevedo (EQ) 54:39 | (3:3, 1:0, 3:0) | 04:39 (PP) A. Raška 08:51 (PP) M. Kelemen 12:20 (EQ) M. Kelemen | Widzów: 2380 Sędzia główny: Mark Lemelin Michael Tscherrig Sędziowie liniowi: Dominik Schlegel Eric Cattaneo |
| Godzina: 19:45 | 8 min. kar |                 | 10 min. kar                                                     | Widzów: 2380 Sędzia główny: Mark Lemelin Michael Tscherrig Sędziowie liniowi: Dominik Schlegel Eric Cattaneo |

### Grupa C
| Lp. | Zespół         | M | Pkt | Z | WpD | PpD | P | G+ | G- | +/- |
| --- | -------------- | - | --- | - | --- | --- | - | -- | -- | --- |
| 1   | Lukko          | 6 | 14  | 4 | 0   | 2   | 0 | 22 | 11 | +11 |
| 2   | Adler Mannheim | 6 | 11  | 3 | 1   | 0   | 2 | 21 | 13 | +8  |
| 3   | Lausanne HC    | 6 | 8   | 2 | 1   | 0   | 3 | 11 | 15 | -4  |
| 4   | Cardiff Devils | 6 | 3   | 1 | 0   | 0   | 5 | 11 | 26 | -15 |

    = awans do 1/8 finału
| 26 sierpnia 2021 | Lukko | 2:3 pd. | Lausanne HC | Kivikylän Areena, Rauma |

| Szczegóły      | Szczegóły                                    | Szczegóły            | Szczegóły                                                      | Szczegóły                                                                                                 |
| -------------- | -------------------------------------------- | -------------------- | -------------------------------------------------------------- | --- |
| Godzina: 18:00 | H. Kainulainen (EQ) 32:33 S. Repo (EQ) 51:22 | (0:0, 1:0, 1:2, 0:1) | 55:36 (EQ) C. Emmerton 59:57 (EA) L. Frick 63:26 (EQ) J. Fuchs | Widzów: 1481 Sędzia główny: Sakari Suominen Kristian Vikman Sędziowie liniowi: Tommi Nittyla Jere Koskela |
| Godzina: 18:00 | 10 min. kar                                  |                      | 8 min. kar                                                     | Widzów: 1481 Sędzia główny: Sakari Suominen Kristian Vikman Sędziowie liniowi: Tommi Nittyla Jere Koskela |

| 26 sierpnia 2021 | Cardiff Devils | 0:5 | Adler Mannheim | Ice Arena Wales, Cardiff |

| Szczegóły      | Szczegóły  | Szczegóły       | Szczegóły | Szczegóły                                                                                          |
| -------------- | ---------- | --------------- | --- | -------------------------------------------------------------------------------------------------- |
| Godzina: 20:00 |            | (0:3, 0:1, 0:1) | 00:57 (EQ) J. Szwarz 09:22 (EQ) J. Lehtivuori 10:24 (EQ) M. Wirth 31:25 (PP) B. Rendulić 43:21 (EQ) A. Desjardins | Widzów: 2836 Sędzia główny: Andrew Dalton Dean Smith Sędziowie liniowi: James Ions Danny Beresford |
| Godzina: 20:00 | 8 min. kar |                 | 6 min. kar | Widzów: 2836 Sędzia główny: Andrew Dalton Dean Smith Sędziowie liniowi: James Ions Danny Beresford |

| 28 sierpnia 2021 | Lukko | 5:1 | Adler Mannheim | Kivikylän Areena, Rauma |

| Szczegóły      | Szczegóły | Szczegóły       | Szczegóły                | Szczegóły                                                                                              |
| -------------- | --- | --------------- | ------------------------ | --- |
| Godzina: 18:00 | A. Ilomäki (PP2) 33:13 A. Ilomäki (PP2) 34:19 S. Repo (PP2) 44:22 V. Saarijärvi (PP) 44:52 L. Nyman (EQ) 47:20 | (0:0, 2:0, 3:1) | 41:31 (PP) J. Lehtivuori | Widzów: 981 Sędzia główny: Joonas Kova Anssi Salonen Sędziowie liniowi: Joona Elonen Markus Hagerström |
| Godzina: 18:00 | 12 min. kar |                 | 18 min. kar              | Widzów: 981 Sędzia główny: Joonas Kova Anssi Salonen Sędziowie liniowi: Joona Elonen Markus Hagerström |

| 28 sierpnia 2021 | Cardiff Devils | 4:1 | Lausanne HC | Ice Arena Wales, Cardiff |

| Szczegóły      | Szczegóły                                                                           | Szczegóły       | Szczegóły           | Szczegóły                                                                                              |
| -------------- | ----------------------------------------------------------------------------------- | --------------- | ------------------- | --- |
| Godzina: 20:00 | C. Sanford (PP) 05:19 B. Reid (EQ) 22:20 C. Sanford (EQ) 40:35 S. Duggan (EQ) 48:15 | (1:0, 1:1, 2:0) | 22:42 (EQ) K. Jäger | Widzów: 2347 Sędzia główny: Liam Sewell Stefan Hogarth Sędziowie liniowi: Ilia Kisil Nathan Carmichael |
| Godzina: 20:00 | 4 min. kar                                                                          |                 | 2 min. kar          | Widzów: 2347 Sędzia główny: Liam Sewell Stefan Hogarth Sędziowie liniowi: Ilia Kisil Nathan Carmichael |

| 2 września 2021 | Adler Mannheim | 7:2 | Cardiff Devils | SAP Arena, Mannheim |

| Szczegóły      | Szczegóły | Szczegóły       | Szczegóły                                     | Szczegóły                                                                                                  |
| -------------- | --- | --------------- | --------------------------------------------- | --- |
| Godzina: 19:00 | L. Tosto (EQ) 09:11 R. Ischakow (EQ) 13:47 A. Desjardins (EQ) 25:04 T. Larkin (EQ) 30:05 B. Rendulić (PP) 33:57 R. Ischakow (EQ) 42:11 R. Ischakow (PP) 58:44 | (2:0, 3:1, 2:1) | 39:01 (EQ) C. Sanford 45:33 (EQ) B. Mikkelson | Widzów: 4183 Sędzia główny: Gordon Schukies Marc Iwert Sędziowie liniowi: Christopher Hurtik Andreas Hofer |
| Godzina: 19:00 | 2 min. kar |                 | 4 min. kar                                    | Widzów: 4183 Sędzia główny: Gordon Schukies Marc Iwert Sędziowie liniowi: Christopher Hurtik Andreas Hofer |

| 2 września 2021 | Lausanne HC | 0:3 | Lukko | Vaudoise Aréna, Lozanna |

| Szczegóły      | Szczegóły  | Szczegóły       | Szczegóły                                                    | Szczegóły |
| -------------- | ---------- | --------------- | ------------------------------------------------------------ | --- |
| Godzina: 19:45 |            | (0:0, 0:1, 0:2) | 24:06 (EQ) P. Skalicky 56:42 (PP) S. Repo 58:38 (EN) M. Haga | Widzów: 3531 Sędzia główny: Michael Tscherrig Marc Wiegand Sędziowie liniowi: Dominik Schlegel Eric Cattaneo |
| Godzina: 19:45 | 8 min. kar |                 | 6 min. kar                                                   | Widzów: 3531 Sędzia główny: Michael Tscherrig Marc Wiegand Sędziowie liniowi: Dominik Schlegel Eric Cattaneo |

| 4 września 2021 | Adler Mannheim | 2:1 pk. | Lukko | SAP Arena, Mannheim |

| Szczegóły      | Szczegóły                               | Szczegóły                 | Szczegóły          | Szczegóły |
| -------------- | --------------------------------------- | ------------------------- | ------------------ | --- |
| Godzina: 20:00 | N. Dawes (EQ) 53:00 N. Dawes (SO) 65:00 | (0:1, 0:0, 1:0, 0:0, 1:0) | 10:32 (EQ) S. Repo | Widzów: 3822 Sędzia główny: Andre Schrader Sirko Hunnius Sędziowie liniowi: Christopher Hurtik Andreas Hofer |
| Godzina: 20:00 | 8 min. kar                              |                           | 12 min. kar        | Widzów: 3822 Sędzia główny: Andre Schrader Sirko Hunnius Sędziowie liniowi: Christopher Hurtik Andreas Hofer |

| 4 września 2021 | Lausanne HC | 2:0 | Cardiff Devils | Vaudoise Aréna, Lozanna |

| Szczegóły      | Szczegóły                                  | Szczegóły       | Szczegóły  | Szczegóły                                                                                                 |
| -------------- | ------------------------------------------ | --------------- | ---------- | --- |
| Godzina: 20:05 | L. Frick (SH) 33:33 C. Bertschy (EN) 59:05 | (0:0, 1:0, 1:0) |            | Widzów: 3332 Sędzia główny: Daniel Stricker Stefan Hürlimann Sędziowie liniowi: Dario Fuchs Daniel Duarte |
| Godzina: 20:05 | 10 min. kar                                |                 | 6 min. kar | Widzów: 3332 Sędzia główny: Daniel Stricker Stefan Hürlimann Sędziowie liniowi: Dario Fuchs Daniel Duarte |

| 6 października 2021 | Lukko | 5:2 | Cardiff Devils | Kivikylän Areena, Rauma |

| Szczegóły      | Szczegóły | Szczegóły       | Szczegóły                                  | Szczegóły                                                                                               |
| -------------- | --- | --------------- | ------------------------------------------ | --- |
| Godzina: 18:00 | N. Pietilä (EQ) 09:18 A. Ilomäki (EQ) 11:55 K. Pospisil (EQ) 23:05 V. Saarijärvi (PP) 24:08 V. Saarijärvi (SH) 58:10 | (2:0, 2:2, 1:0) | 23:34 (EQ) C. Sanford 32:02 (EQ) J. Waller | Widzów: 943 Sędzia główny: Riku Brander Aaro Brännare Sędziowie liniowi: Lauri Nikulainen Tommi Nittyla |
| Godzina: 18:00 | 2 min. kar |                 | 10 min. kar                                | Widzów: 943 Sędzia główny: Riku Brander Aaro Brännare Sędziowie liniowi: Lauri Nikulainen Tommi Nittyla |

| 6 października 2021 | Lausanne HC | 2:5 | Adler Mannheim | Vaudoise Aréna, Lozanna |

| Szczegóły      | Szczegóły                                        | Szczegóły       | Szczegóły | Szczegóły                                                                                            |
| -------------- | ------------------------------------------------ | --------------- | --- | --- |
| Godzina: 19:45 | B. Baumgartner (PP) 25:10 C. Emmerton (SH) 27:55 | (0:1, 2:2, 0:2) | 18:58 (EQ) J. Szwarz 28:24 (PP) M. Plachta 29:43 (PP) L. Bergmann 40:57 (EQ) L. Bergmann 58:09 (EN) N. Dawes | Widzów: 1992 Sędzia główny: Marc Wiegand Miroslav Stolc Sędziowie liniowi: Dario Fuchs Daniel Duarte |
| Godzina: 19:45 | 25 min. kar                                      |                 | 6 min. kar                                                                                                   | Widzów: 1992 Sędzia główny: Marc Wiegand Miroslav Stolc Sędziowie liniowi: Dario Fuchs Daniel Duarte |

| 13 października 2021 | Adler Mannheim | 1:3 | Lausanne HC | SAP Arena, Mannheim |

| Szczegóły      | Szczegóły           | Szczegóły       | Szczegóły                                                          | Szczegóły                                                                                                   |
| -------------- | ------------------- | --------------- | ------------------------------------------------------------------ | --- |
| Godzina: 19:00 | S. Akdag (EQ) 57:35 | (0:1, 0:1, 1:1) | 17:30 (EQ) J. Sekáč 28:10 (PP2) T. Bozon 53:36 (SH) B. Baumgartner | Widzów: 4238 Sędzia główny: Aleksi Rantala Lasse Kopitz Sędziowie liniowi: Christopher Hurtik Andreas Hofer |
| Godzina: 19:00 | 6 min. kar          |                 | 6 min. kar                                                         | Widzów: 4238 Sędzia główny: Aleksi Rantala Lasse Kopitz Sędziowie liniowi: Christopher Hurtik Andreas Hofer |

| 13 października 2021 | Cardiff Devils | 3:6 | Lukko | Ice Arena Wales, Cardiff |

| Szczegóły      | Szczegóły                                                        | Szczegóły       | Szczegóły | Szczegóły                                                                                           |
| -------------- | ---------------------------------------------------------------- | --------------- | --- | --------------------------------------------------------------------------------------------------- |
| Godzina: 20:00 | M. Register (EQ) 30:59 J. Waller (PP) 34:16 B. Dupont (EQ) 48:58 | (0:3, 2:2, 1:1) | 06:48 (EQ) L. Nyman 07:18 (EQ) J. Tammela 17:39 (PP) H. Kainulainen 30:28 (PP) S. Pooley 36:32 (EQ) L. Nyman 59:16 (EN) L. Nyman | Widzów: 1858 Sędzia główny: Liam Sewell Andrew Dalton Sędziowie liniowi: Danny Beresford Ilia Kisil |
| Godzina: 20:00 | 12 min. kar                                                      |                 | 8 min. kar | Widzów: 1858 Sędzia główny: Liam Sewell Andrew Dalton Sędziowie liniowi: Danny Beresford Ilia Kisil |

### Grupa D
| Lp. | Zespół                 | M | Pkt | Z | WpD | PpD | P | G+ | G- | +/- |
| --- | ---------------------- | - | --- | - | --- | --- | - | -- | -- | --- |
| 1   | Rögle BK               | 6 | 14  | 4 | 1   | 0   | 1 | 23 | 14 | +9  |
| 2   | EHC Red Bull Monachium | 6 | 12  | 4 | 0   | 0   | 2 | 25 | 13 | +12 |
| 3   | EV Zug                 | 6 | 10  | 3 | 0   | 1   | 2 | 28 | 19 | -9  |
| 4   | SønderjyskE Ishockey   | 0 | 0   | 0 | 0   | 0   | 6 | 11 | 41 | -30 |

    = awans do 1/8 finału
| 26 sierpnia 2021 | Rögle BK | 5:3 | EV Zug | Catena Arena, Ängelholm |

| Szczegóły      | Szczegóły | Szczegóły       | Szczegóły                                                     | Szczegóły                                                                                                 |
| -------------- | --- | --------------- | ------------------------------------------------------------- | --- |
| Godzina: 18:05 | A. Tambellini (PP) 15:43 T. Sund (EQ) 24:18 D. Everberg (EQ) 47:18 B. Ferguson (PP) 52:03 T. Brithén (EN) 59:41 | (1:0, 1:1, 3:2) | 21:37 (PP) A. Lander 42:24 (EQ) R. Suri 43:25 (EQ) C. Cadonau | Widzów: — Sędzia główny: Marcus Linde Richard Magnusson Sędziowie liniowi: Anders Nyqvist Richard Nilsson |
| Godzina: 18:05 | 8 min. kar |                 | 14 min. kar                                                   | Widzów: — Sędzia główny: Marcus Linde Richard Magnusson Sędziowie liniowi: Anders Nyqvist Richard Nilsson |

| 26 sierpnia 2021 | SønderjyskE Ishockey | 1:5 | EHC Red Bull Monachium | Frøs Arena, Vojens |

| Szczegóły      | Szczegóły             | Szczegóły       | Szczegóły                                                                                                   | Szczegóły |
| -------------- | --------------------- | --------------- | --- | --- |
| Godzina: 20:15 | M. Salhany (EQ) 10:14 | (1:1, 0:1, 0:3) | 08:52 (PP) T. Parkes 39:47 (EQ) P. Hager 48:53 (EQ) F. Tiffels 52:59 (EQ) D. Boyle 59:22 (EN) Y. Seidenberg | Widzów: 1517 Sędzia główny: Martin Christensen Jens Christian Gregersen Sędziowie liniowi: Frederik Andersen Albert Ankerstjerne |
| Godzina: 20:15 | 14 min. kar           |                 | 12 min. kar                                                                                                 | Widzów: 1517 Sędzia główny: Martin Christensen Jens Christian Gregersen Sędziowie liniowi: Frederik Andersen Albert Ankerstjerne |

| 28 sierpnia 2021 | SønderjyskE Ishockey | 0:10 | EV Zug | Frøs Arena, Vojens |

| Szczegóły      | Szczegóły  | Szczegóły       | Szczegóły | Szczegóły |
| -------------- | ---------- | --------------- | --- | --- |
| Godzina: 17:45 |            | (0:4, 0:3, 0:3) | 06:30 (EQ) C. Klingberg 08:06 (EQ) L. Martschini 14:47 (EQ) R. Suri 18:16 (EQ) J. Kovář 30:04 (EQ) R. Suri 33:57 (EQ) J. Bachofner 39:22 (PP) C. Klingberg 42:08 (EQ) S. Senteler 51:06 (EQ) S. Kreis 59:39 (EQ) D. Allenspach | Widzów: 1189 Sędzia główny: Jens Christian Gregersen Jacob Grumsen Sędziowie liniowi: Frederik Sønderberg Emil Dalsgaard |
| Godzina: 17:45 | 6 min. kar |                 | 6 min. kar | Widzów: 1189 Sędzia główny: Jens Christian Gregersen Jacob Grumsen Sędziowie liniowi: Frederik Sønderberg Emil Dalsgaard |

| 28 sierpnia 2021 | Rögle BK | 4:3 | EHC Red Bull Monachium | Halmstad Arena, Halmstad |

| Szczegóły      | Szczegóły                                                                                 | Szczegóły       | Szczegóły                                                      | Szczegóły                                                                                                   |
| -------------- | ----------------------------------------------------------------------------------------- | --------------- | -------------------------------------------------------------- | --- |
| Godzina: 19:05 | L. Larsson (EQ) 04:34 M. Kasper (PP) 17:33 M. Kasper (EA) 59:40 A. Tambellini (PEN) 59:54 | (2:1, 0:2, 2:0) | 03:09 (PP) B. Street 33:49 (EQ) F. Tiffels 34:50 (EQ) P. Hager | Widzów: 996 Sędzia główny: Richard Magnusson Marcus Linde Sędziowie liniowi: Richard Nilsson Daniel Persson |
| Godzina: 19:05 | 12 min. kar                                                                               |                 | 16 min. kar                                                    | Widzów: 996 Sędzia główny: Richard Magnusson Marcus Linde Sędziowie liniowi: Richard Nilsson Daniel Persson |

| 2 września 2021 | EHC Red Bull Monachium | 6:2 | SønderjyskE Ishockey | Olympia-Eisstadion, Monachium |

| Szczegóły      | Szczegóły | Szczegóły       | Szczegóły                                     | Szczegóły                                                                                                   |
| -------------- | --- | --------------- | --------------------------------------------- | --- |
| Godzina: 19:00 | B. Street (PP) 13:35 M. Kastner (EQ) 17:23 B. Street (EQ) 20:58 P. Gogulla (EQ) 23:01 Y. Ehliz (PP) 27:59 J. Blum (EQ) 44:00 | (2:1, 3:0, 1:1) | 02:04 (PP) M. Szmatula 52:07 (PP) M. Szmatula | Widzów: 1015 Sędzia główny: Andre Schrader Lasse Kopitz Sędziowie liniowi: Marius Wölzmüller Tobias Schwenk |
| Godzina: 19:00 | 37 min. kar |                 | 6 min. kar                                    | Widzów: 1015 Sędzia główny: Andre Schrader Lasse Kopitz Sędziowie liniowi: Marius Wölzmüller Tobias Schwenk |

| 2 września 2021 | EV Zug | 1:2 pd. | Rögle BK | Bossard Arena, Zug |

| Szczegóły      | Szczegóły               | Szczegóły            | Szczegóły                                              | Szczegóły                                                                                                |
| -------------- | ----------------------- | -------------------- | ------------------------------------------------------ | --- |
| Godzina: 20:05 | C. Klingberg (PP) 18:41 | (1:1, 0:0, 0:0, 0:1) | 03:07 (PP) L. Ekeståhl-Jonsson 60:55 (EQ) A. Bengtsson | Widzów: 2148 Sędzia główny: Micha Hebeisen Miroslav Stolc Sędziowie liniowi: David Obwegeser Dario Fuchs |
| Godzina: 20:05 | 6 min. kar              |                      | 10 min. kar                                            | Widzów: 2148 Sędzia główny: Micha Hebeisen Miroslav Stolc Sędziowie liniowi: David Obwegeser Dario Fuchs |

| 4 września 2021 | EV Zug | 9:3 | SønderjyskE Ishockey | Bossard Arena, Zug |

| Szczegóły      | Szczegóły | Szczegóły       | Szczegóły                                                     | Szczegóły                                                                                                 |
| -------------- | --- | --------------- | ------------------------------------------------------------- | --- |
| Godzina: 17:00 | D. Simion (PP) 05:11 L. Stadler (EQ) 21:20 A. Lander (EQ) 23:00 L. Martschini (EQ) 35:33 C. Djoos (EQ) 36:59 D. Simion (EQ) 39:30 R. Suri (EQ) 41:30 R. Suri (EQ) 42:02 M. Müller (EQ) 50:39 | (1:0, 5:1, 3:2) | 34:03 (EQ) S. O’Donnell 49:52 (EQ) A. Biel 54:12 (SH) A. Biel | Widzów: 1659 Sędzia główny: Marc Wiegand Nicolas Fluri Sędziowie liniowi: David Obwegeser Michael Stalder |
| Godzina: 17:00 | 8 min. kar |                 | 10 min. kar                                                   | Widzów: 1659 Sędzia główny: Marc Wiegand Nicolas Fluri Sędziowie liniowi: David Obwegeser Michael Stalder |

| 4 września 2021 | EHC Red Bull Monachium | 2:1 | Rögle BK | Olympia-Eisstadion, Monachium |

| Szczegóły      | Szczegóły                                 | Szczegóły       | Szczegóły             | Szczegóły |
| -------------- | ----------------------------------------- | --------------- | --------------------- | --- |
| Godzina: 20:00 | T. Parkes (EQ) 28:12 T. Parkes (PP) 35:26 | (0:0, 2:0, 0:1) | 44:24 (PP) L. Larsson | Widzów: 1057 Sędzia główny: Marian Rohatsch Lukas Kohlmüller Sędziowie liniowi: Marius Wölzmüller Tobias Schwenk |
| Godzina: 20:00 | 6 min. kar                                |                 | 6 min. kar            | Widzów: 1057 Sędzia główny: Marian Rohatsch Lukas Kohlmüller Sędziowie liniowi: Marius Wölzmüller Tobias Schwenk |

| 5 października 2021 | EHC Red Bull Monachium | 3:4 | EV Zug | Olympia-Eisstadion, Monachium |

| Szczegóły      | Szczegóły                                                        | Szczegóły       | Szczegóły                                                                          | Szczegóły |
| -------------- | ---------------------------------------------------------------- | --------------- | ---------------------------------------------------------------------------------- | --- |
| Godzina: 20:00 | F. Tiffels (EQ) 28:36 T. Parkes (PP) 34:47 F. Tiffels (EQ) 44:19 | (0:1, 2:1, 1:2) | 00:23 (EQ) A. Lander 37:43 (EQ) F. Herzog 51:02 (EQ) D. Simion 59:34 (EQ) J. Kovář | Widzów: 1780 Sędzia główny: Marian Rohatsch Lukas Kohlmüller Sędziowie liniowi: Marius Wölzmüller Tobias Schwenk |
| Godzina: 20:00 | 12 min. kar                                                      |                 | 8 min. kar                                                                         | Widzów: 1780 Sędzia główny: Marian Rohatsch Lukas Kohlmüller Sędziowie liniowi: Marius Wölzmüller Tobias Schwenk |

| 5 października 2021 | SønderjyskE Ishockey | 2:3 | Rögle BK | Frøs Arena, Vojens |

| Szczegóły      | Szczegóły                                | Szczegóły       | Szczegóły                                                                 | Szczegóły |
| -------------- | ---------------------------------------- | --------------- | ------------------------------------------------------------------------- | --- |
| Godzina: 20:35 | W. Boysen (EQ) 10:16 S. Frank (SH) 38:42 | (1:2, 1:1, 0:0) | 19:23 (EQ) A. Bengtsson 19:48 (EQ) A. Bengtsson 34:39 (EQ) S. Johannesson | Widzów: 1072 Sędzia główny: Martin Christensen Niclas Lundsgaard Sędziowie liniowi: Henrik Haurum Andreas Krøyer |
| Godzina: 20:35 | 8 min. kar                               |                 | 6 min. kar                                                                | Widzów: 1072 Sędzia główny: Martin Christensen Niclas Lundsgaard Sędziowie liniowi: Henrik Haurum Andreas Krøyer |

| 13 października 2021 | Rögle BK | 8:3 | SønderjyskE Ishockey | Catena Arena, Ängelholm |

| Szczegóły      | Szczegóły | Szczegóły       | Szczegóły                                                           | Szczegóły                                                                                                |
| -------------- | --- | --------------- | ------------------------------------------------------------------- | --- |
| Godzina: 18:05 | L. Bristedt (EQ) 26:35 R. McKiernan (PP) 27:12 W. Strömgren (EQ) 49:22 L. Sjödin (PP) 49:43 O. Lyrenäs-Ståhl (PP) 51:24 O. Johnsson (PP) 52:30 L. Larsson (PP) 53:57 L. Sjödin (EQ) 55:37 | (0:0, 2:1, 6:2) | 29:58 (PP) S. O’Donnell 45:10 (EQ) M. Eller 45:39 (EQ) M. Eskildsen | Widzów: 2853 Sędzia główny: Mikael Holm Linus Öhlund Sędziowie liniowi: Ludvig Lundgren Andreas Svensson |
| Godzina: 18:05 | 8 min. kar |                 | 29 min. kar                                                         | Widzów: 2853 Sędzia główny: Mikael Holm Linus Öhlund Sędziowie liniowi: Ludvig Lundgren Andreas Svensson |

| 13 października 2021 | EV Zug | 1:6 | EHC Red Bull Monachium | Bossard Arena, Zug |

| Szczegóły      | Szczegóły           | Szczegóły       | Szczegóły | Szczegóły |
| -------------- | ------------------- | --------------- | --- | --- |
| Godzina: 19:45 | J. Kovář (EQ) 13:11 | (1:1, 0:2, 0:3) | 02:41 (EQ) B. Eckl 24:05 (EQ) F. Tiffels 30:30 (EQ) J. Schütz 41:52 (EQ) P. Gogulla 54:20 (EQ) J. Schütz 54:56 (EN) E. Lindner | Widzów: 3900 Sędzia główny: Mark Lemelin Michael Tscherrig Sędziowie liniowi: Marc-Henri Progin Zach Steenstra |
| Godzina: 19:45 | 8 min. kar          |                 | 12 min. kar | Widzów: 3900 Sędzia główny: Mark Lemelin Michael Tscherrig Sędziowie liniowi: Marc-Henri Progin Zach Steenstra |

### Grupa E
| Lp. | Zespół          | M | Pkt | Z | WpD | PpD | P | G+ | G- | +/- |
| --- | --------------- | - | --- | - | --- | --- | - | -- | -- | --- |
| 1   | Tappara         | 6 | 13  | 3 | 2   | 0   | 1 | 25 | 18 | +7  |
| 2   | Skellefteå AIK  | 6 | 9   | 3 | 0   | 0   | 3 | 22 | 21 | +1  |
| 3   | Eisbären Berlin | 6 | 7   | 2 | 0   | 1   | 3 | 21 | 26 | -5  |
| 4   | HC Lugano       | 6 | 7   | 2 | 0   | 1   | 3 | 20 | 23 | -3  |

    = awans do 1/8 finału
| 27 sierpnia 2021 | HC Lugano | 5:1 | Skellefteå AIK | Cornèr Arena, Lugano |

| Szczegóły      | Szczegóły                                                                                                 | Szczegóły       | Szczegóły             | Szczegóły                                                                                                |
| -------------- | --- | --------------- | --------------------- | --- |
| Godzina: 19:45 | M. Müller (EQ) 08:37 L. Fazzini (EQ) 24:04 C. Thürkauf (EQ) 30:20 D. Carr (EQ) 52:14 J. Walker (EQ) 54:17 | (1:1, 2:0, 2:0) | 06:47 (PP) J. Johnson | Widzów: 2461 Sędzia główny: Mark Lemelin Daniel Stricker Sędziowie liniowi: Zach Steenstra Eric Cattaneo |
| Godzina: 19:45 | 10 min. kar                                                                                               |                 | 6 min. kar            | Widzów: 2461 Sędzia główny: Mark Lemelin Daniel Stricker Sędziowie liniowi: Zach Steenstra Eric Cattaneo |

| 27 sierpnia 2021 | Eisbären Berlin | 1:6 | Tappara | Mercedes-Benz Arena Berlin, Berlin |

| Szczegóły      | Szczegóły           | Szczegóły       | Szczegóły | Szczegóły                                                                                                |
| -------------- | ------------------- | --------------- | --- | --- |
| Godzina: 20:15 | M. White (EQ) 41:26 | (0:0, 0:5, 1:1) | 23:52 (EQ) T. Morley 27:19 (EQ) P. Puhakka 28:41 (EQ) J. Peltola 29:35 (PP) T. Morley 30:22 (EQ) A. Levtchi 47:05 (PP) W. Merelä | Widzów: 2000 Sędzia główny: Marian Rohatsch Lukas Kohlmüller Sędziowie liniowi: Maksim Cepik Wayne Gerth |
| Godzina: 20:15 | 16 min. kar         |                 | 6 min. kar | Widzów: 2000 Sędzia główny: Marian Rohatsch Lukas Kohlmüller Sędziowie liniowi: Maksim Cepik Wayne Gerth |

| 29 sierpnia 2021 | Eisbären Berlin | 3:5 | Skellefteå AIK | Mercedes-Benz Arena Berlin, Berlin |

| Szczegóły      | Szczegóły                                                   | Szczegóły       | Szczegóły                                                                                                 | Szczegóły                                                                                            |
| -------------- | ----------------------------------------------------------- | --------------- | --- | --- |
| Godzina: 17:05 | M. White (EQ) 02:42 M. White (EQ) 21:28 G. Fiore (EQ) 24:51 | (1:0, 2:2, 0:3) | 22:21 (EQ) R. Hugg 24:09 (EQ) S. Loibl 45:10 (EQ) J. Johnson 55:19 (EQ) A. Sundsvik 59:31 (PP-EN) R. Hugg | Widzów: 2000 Sędzia główny: Gordon Schukies Lasse Kopitz Sędziowie liniowi: Maksim Cepik Wayne Gerth |
| Godzina: 17:05 | 6 min. kar                                                  |                 | 2 min. kar                                                                                                | Widzów: 2000 Sędzia główny: Gordon Schukies Lasse Kopitz Sędziowie liniowi: Maksim Cepik Wayne Gerth |

| 29 sierpnia 2021 | HC Lugano | 3:6 | Tappara | Cornèr Arena, Lugano |

| Szczegóły      | Szczegóły                                                      | Szczegóły       | Szczegóły | Szczegóły                                                                                                |
| -------------- | -------------------------------------------------------------- | --------------- | --- | --- |
| Godzina: 19:45 | D. Carr (PP) 52:54 T. Josephs (EQ) 53:34 E. Tschumi (PP) 59:57 | (0:0, 0:4, 3:2) | 26:30 (PP2) B. Austin 26:59 (PP) K. Platzer 30:10 (EQ) S. Salonen 33:03 (PP) S. Salonen 58:59 (EN) O. Rauhala 59:27 (EQ) S. Moilanen | Widzów: 2033 Sędzia główny: Miroslav Stolc Marc Wiegand Sędziowie liniowi: Marc-Henri Progin Nathy Burgy |
| Godzina: 19:45 | 14 min. kar                                                    |                 | 20 min. kar | Widzów: 2033 Sędzia główny: Miroslav Stolc Marc Wiegand Sędziowie liniowi: Marc-Henri Progin Nathy Burgy |

| 3 września 2021 | Tappara | 5:4 pd. | Eisbären Berlin | Tesoma Hockey Arena, Tampere |

| Szczegóły      | Szczegóły | Szczegóły            | Szczegóły                                                                           | Szczegóły                                                                                               |
| -------------- | --- | -------------------- | ----------------------------------------------------------------------------------- | --- |
| Godzina: 18:00 | S. Kinnunen (EQ) 10:48 J. Peltola (EQ) 31:05 J. Tuulola (EQ) 39:26 B. Austin (PP2) 46:02 O. Rauhala (EQ) 60:44 | (1:0, 2:3, 1:1, 1:0) | 20:44 (PP) L. Pföderl 24:58 (EQ) G. Fiore 30:42 (EQ) L. Pföderl 54:26 (PP) M. White | Widzów: 750 Sędzia główny: Aaro Brännare Mikko Kaukokari Sędziowie liniowi: Joni Pekkala Hannu Sormunen |
| Godzina: 18:00 | 8 min. kar |                      | 14 min. kar                                                                         | Widzów: 750 Sędzia główny: Aaro Brännare Mikko Kaukokari Sędziowie liniowi: Joni Pekkala Hannu Sormunen |

| 3 września 2021 | Skellefteå AIK | 3:5 | HC Lugano | Skellefteå Kraft Arena, Skellefteå |

| Godzina: 18:05 | A. Mascherin (EQ) 22:33 A. Sundsvik (EQ) 32:02 O. Nilsson (PP) 48:41 | () | 06:00 (PP) C. Thürkauf 12:54 (EQ) D. Carr 27:53 (EQ) L. Fazzini 34:56 (EQ) L. Fazzini 39:55 (PP) L. Fazzini | Widzów: 1032 Sędzia główny: Linus Öhlund Tobias Björk Sędziowie liniowi: Emil Yletyinen Daniel Persson |
| Godzina: 18:05 | 8 min. kar                                                           |    | 10 min. kar                                                                                                 | Widzów: 1032 Sędzia główny: Linus Öhlund Tobias Björk Sędziowie liniowi: Emil Yletyinen Daniel Persson |

| 5 września 2021 | Tappara | 3:2 pd. | HC Lugano | Tesoma Hockey Arena, Tampere |

| Szczegóły      | Szczegóły                                                          | Szczegóły            | Szczegóły                             | Szczegóły |
| -------------- | ------------------------------------------------------------------ | -------------------- | ------------------------------------- | --- |
| Godzina: 18:00 | C. Jürgens (EQ) 06:25 L. Vanhatalo (PP) 28:18 B. Austin (PP) 62:38 | (1:0, 1:1, 0:1, 1:0) | 39:44 (EQ) E. Riva 59:13 (EA) E. Riva | Widzów: 750 Sędzia główny: Lassi Heikkinen Mikko Kaukokari Sędziowie liniowi: Lauri Nikulainen Hannu Sormunen |
| Godzina: 18:00 | 6 min. kar                                                         |                      | 14 min. kar                           | Widzów: 750 Sędzia główny: Lassi Heikkinen Mikko Kaukokari Sędziowie liniowi: Lauri Nikulainen Hannu Sormunen |

| 5 września 2021 | Skellefteå AIK | 5:3 | Eisbären Berlin | Skellefteå Kraft Arena, Skellefteå |

| Szczegóły      | Szczegóły                                                                                                 | Szczegóły       | Szczegóły                                                    | Szczegóły                                                                                              |
| -------------- | --- | --------------- | ------------------------------------------------------------ | --- |
| Godzina: 18:05 | R. Hugg (EQ) 01:24 A. Wilsby (EQ) 03:20 S. Loibl (EQ) 24:02 A. Mascherin (EQ) 45:12 O. Nilsson (EN) 59:53 | (2:0, 1:3, 2:0) | 24:54 (EQ) N. Jensen 25:24 (EQ) G. Fiore 33:12 (EQ) M. White | Widzów: 1037 Sędzia główny: Tobias Björk Linus Öhlund Sędziowie liniowi: Emil Yletyinen Daniel Persson |
| Godzina: 18:05 | 4 min. kar                                                                                                |                 | 8 min. kar                                                   | Widzów: 1037 Sędzia główny: Tobias Björk Linus Öhlund Sędziowie liniowi: Emil Yletyinen Daniel Persson |

| 5 października 2021 | Skellefteå AIK | 6:1 | Tappara | Skellefteå Kraft Arena, Skellefteå |

| Szczegóły      | Szczegóły | Szczegóły       | Szczegóły           | Szczegóły                                                                                                |
| -------------- | --- | --------------- | ------------------- | --- |
| Godzina: 18:05 | S. Loibl (EQ) 12:22 A. Sundsvik (EQ) 17:16 J. Lindström (EQ) 17:52 J. Lindström (EQ) 18:40 A. Wilsby (EQ) 23:27 J. Lindström (EQ) 29:40 | (4:1, 2:0, 0:0) | 17:09 (EQ) P. Virta | Widzów: 2062 Sędzia główny: Linus Öhlund Mikael Nord Sędziowie liniowi: Gustav Jonsson Tobias Nordlander |
| Godzina: 18:05 | 6 min. kar |                 | 2 min. kar          | Widzów: 2062 Sędzia główny: Linus Öhlund Mikael Nord Sędziowie liniowi: Gustav Jonsson Tobias Nordlander |

| 5 października 2021 | Eisbären Berlin | 6:3 | HC Lugano | Mercedes-Benz Arena Berlin, Berlin |

| Szczegóły      | Szczegóły | Szczegóły       | Szczegóły                                                             | Szczegóły                                                                                           |
| -------------- | --- | --------------- | --------------------------------------------------------------------- | --------------------------------------------------------------------------------------------------- |
| Godzina: 19:00 | S. Després (EQ) 13:51 Z. Boychuk (EQ) 16:15 L. Pföderl (EQ) 24:07 B. Byron (EQ) 27:46 B. Byron (PP) 37:46 Y. Veilleux (EQ) 43:34 | (2:1, 3:1, 1:1) | 06:28 (EQ) A. Bertaggia 33:41 (PP) C. Thürkauf 56:17 (EQ) C. Thürkauf | Widzów: 1418 Sędzia główny: André Schrader Lasse Kopitz Sędziowie liniowi: Maksim Cepik Wayne Gerth |
| Godzina: 19:00 | 6 min. kar |                 | 4 min. kar                                                            | Widzów: 1418 Sędzia główny: André Schrader Lasse Kopitz Sędziowie liniowi: Maksim Cepik Wayne Gerth |

| 12 października 2021 | Tappara | 4:2 | Skellefteå AIK | Hakametsä Stadium, Tampere |

| Szczegóły      | Szczegóły                                                                              | Szczegóły       | Szczegóły                                      | Szczegóły                                                                                               |
| -------------- | -------------------------------------------------------------------------------------- | --------------- | ---------------------------------------------- | --- |
| Godzina: 18:05 | P. Virta (EQ) 04:13 A. Levtchi (PP) 38:42 J. Tuulola (PP) 52:53 S. Moilanen (EN) 58:52 | (1:2, 1:0, 2:0) | 13:36 (PP) J. Lindström 19:24 (EQ) A. Sundsvik | Widzów: 2409 Sędzia główny: Lassi Heikkinen Sakari Suominen Sędziowie liniowi: Niko Jusi Tommi Niittylä |
| Godzina: 18:05 | 10 min. kar                                                                            |                 | 8 min. kar                                     | Widzów: 2409 Sędzia główny: Lassi Heikkinen Sakari Suominen Sędziowie liniowi: Niko Jusi Tommi Niittylä |

| 13 października 2021 | HC Lugano | 2:4 | Eisbären Berlin | Cornèr Arena, Lugano |

| Szczegóły      | Szczegóły                               | Szczegóły       | Szczegóły                                                                          | Szczegóły                                                                                               |
| -------------- | --------------------------------------- | --------------- | ---------------------------------------------------------------------------------- | --- |
| Godzina: 19:45 | L. Vedova (EQ) 30:48 B. Wolf (EQ) 32:10 | (0:1, 2:1, 0:2) | 04:07 (EQ) M. White 21:28 (PP) B. Byron 45:18 (EQ) M. White 58:20 (SH-EN) G. Fiore | Widzów: 2166 Sędzia główny: Daniel Stricker Thomas Urban Sędziowie liniowi: David Obwegeser Dario Fuchs |
| Godzina: 19:45 | 14 min. kar                             |                 | 26 min. kar                                                                        | Widzów: 2166 Sędzia główny: Daniel Stricker Thomas Urban Sędziowie liniowi: David Obwegeser Dario Fuchs |

### Grupa F
| Lp. | Zespół               | M | Pkt | Z | WpD | PpD | P | G+ | G- | +/- |
| --- | -------------------- | - | --- | - | --- | --- | - | -- | -- | --- |
| 1   | HC Fribourg-Gottéron | 6 | 18  | 6 | 0   | 0   | 0 | 25 | 9  | +16 |
| 2   | Leksands IF          | 6 | 12  | 4 | 0   | 0   | 2 | 17 | 16 | +1  |
| 3   | HC Oceláři Trzyniec  | 6 | 6   | 2 | 0   | 0   | 4 | 15 | 17 | -2  |
| 4   | Slovan Bratysława    | 6 | 0   | 0 | 0   | 0   | 6 | 8  | 23 | -15 |

    = awans do 1/8 finału
| 27 sierpnia 2021 | Leksands IF | 5:3 | Slovan Bratysława | Tegera Arena, Leksand |

| Szczegóły      | Szczegóły                                                                                                   | Szczegóły       | Szczegóły                                                    | Szczegóły |
| -------------- | --- | --------------- | ------------------------------------------------------------ | --- |
| Godzina: 19:05 | O. Lang (EQ) 23:51 J. Ahnelöv (EQ) 30:09 J. Kloos (PP2) 55:02 M. Ruohomaa (PP) 58:07 M. Ruohomaa (EN) 59:16 | (0:2, 2:1, 3:0) | 05:17 (EQ) R. Gašpar 09:44 (EQ) A. Bezák 32:54 (EQ) J. Sukeľ | Widzów: 1797 Sędzia główny: Mikael Nord Andreas Harnebring Sędziowie liniowi: Tobias Nordlander Peter Almerstedt |
| Godzina: 19:05 | 27 min. kar                                                                                                 |                 | 10 min. kar                                                  | Widzów: 1797 Sędzia główny: Mikael Nord Andreas Harnebring Sędziowie liniowi: Tobias Nordlander Peter Almerstedt |

| 27 sierpnia 2021 | HC Fribourg-Gottéron | 6:2 | HC Oceláři Trzyniec | BCF Arena, Fryburg |

| Szczegóły      | Szczegóły | Szczegóły       | Szczegóły                                   | Szczegóły                                                                                               |
| -------------- | --- | --------------- | ------------------------------------------- | --- |
| Godzina: 19:45 | A. Bykov (EQ) 05:14 K. Mottet (PP) 13:28 J. Sprunger (EQ) 21:28 N. Marchon (EQ) 29:42 N. Marchon (EQ) 54:22 Y. Herren (PP) 58:02 | (2:1, 2:1, 2:0) | 06:37 (EQ) P. Vrána 20:39 (EQ) T. Kundrátek | Widzów: 2673 Sędzia główny: Micha Hebeisen Cedric Borga Sędziowie liniowi: Dario Fuchs Dominik Schlegel |
| Godzina: 19:45 | 0 min. kar |                 | 6 min. kar                                  | Widzów: 2673 Sędzia główny: Micha Hebeisen Cedric Borga Sędziowie liniowi: Dario Fuchs Dominik Schlegel |

| 29 sierpnia 2021 | HC Fribourg-Gottéron | 5:2 | Slovan Bratysława | BCF Arena, Fryburg |

| Szczegóły      | Szczegóły | Szczegóły       | Szczegóły                               | Szczegóły                                                                                                   |
| -------------- | --- | --------------- | --------------------------------------- | --- |
| Godzina: 17:45 | K. Mottet (EQ) 04:23 N. Marchon (EQ) 09:02 S. Schmid (EQ) 13:53 D. Desharnais (PP) 28:37 R. Gunderson (EN) 59:27 | (3:0, 1:2, 1:0) | 27:03 (EQ) M. Sersen 32:42 (PP) T. Zigo | Widzów: 3052 Sędzia główny: Mark Lemelin Stefan Hürlimann Sędziowie liniowi: Zach Steenstra Michael Stalder |
| Godzina: 17:45 | 8 min. kar |                 | 8 min. kar                              | Widzów: 3052 Sędzia główny: Mark Lemelin Stefan Hürlimann Sędziowie liniowi: Zach Steenstra Michael Stalder |

| 29 sierpnia 2021 | Leksands IF | 3:2 | HC Oceláři Trzyniec | Tegera Arena, Leksand |

| Szczegóły      | Szczegóły                                                   | Szczegóły       | Szczegóły                                      | Szczegóły |
| -------------- | ----------------------------------------------------------- | --------------- | ---------------------------------------------- | --- |
| Godzina: 18:05 | M. Caito (PP) 22:35 C. Själin (EQ) 25:20 O. Lang (EQ) 55:47 | (0:1, 2:0, 1:1) | 00:17 (EQ) A. Nestrasil 52:42 (EQ) D. Kurovský | Widzów: 1800 Sędzia główny: Andreas Harnebring Mikael Nord Sędziowie liniowi: Peter Almerstedt Tobias Nordlander |
| Godzina: 18:05 | 2 min. kar                                                  |                 | 8 min. kar                                     | Widzów: 1800 Sędzia główny: Andreas Harnebring Mikael Nord Sędziowie liniowi: Peter Almerstedt Tobias Nordlander |

| 2 września 2021 | HC Oceláři Trzyniec | 3:4 | HC Fribourg-Gottéron | Werk Arena, Trzyniec |

| Szczegóły      | Szczegóły                                                             | Szczegóły       | Szczegóły                                                                                 | Szczegóły                                                                                       |
| -------------- | --------------------------------------------------------------------- | --------------- | ----------------------------------------------------------------------------------------- | ----------------------------------------------------------------------------------------------- |
| Godzina: 17:05 | D. Kofroň (EQ) 03:34 A. Chmielewski (PP) 10:35 T. Marcinko (EQ) 13:03 | (3:0, 0:3, 0:1) | 22:10 (EQ) J. Sprunger 25:39 (PP) J. Sprunger 39:09 (PP) C. DiDomenico 42:04 (EQ) R. Diaz | Widzów: 1848 Sędzia główny: Daniel Pražák Robin Šír Sędziowie liniowi: David Klouček Josef Špůr |
| Godzina: 17:05 | 10 min. kar                                                           |                 | 14 min. kar                                                                               | Widzów: 1848 Sędzia główny: Daniel Pražák Robin Šír Sędziowie liniowi: David Klouček Josef Špůr |

| 2 września 2021 | Slovan Bratysława | 2:4 | Leksands IF | Ondrej Nepela Arena, Bratysława |

| Szczegóły      | Szczegóły                                      | Szczegóły       | Szczegóły                                                                                | Szczegóły                                                                                           |
| -------------- | ---------------------------------------------- | --------------- | ---------------------------------------------------------------------------------------- | --------------------------------------------------------------------------------------------------- |
| Godzina: 19:30 | D. Fominych (EQ) 29:51 Milan Kytnár (EQ) 50:39 | (0:2, 1:0, 1:2) | 02:07 (EQ) F. Forsberg 03:19 (EQ) E. Heineman 41:13 (EQ) M. Ruohomaa 43:34 (EQ) J. Knuts | Widzów: 2165 Sędzia główny: Vladimír Snášel Tomáš Hronský Sędziowie liniowi: Oto Durmis Daniel Konc |
| Godzina: 19:30 | 31 min. kar                                    |                 | 33 min. kar                                                                              | Widzów: 2165 Sędzia główny: Vladimír Snášel Tomáš Hronský Sędziowie liniowi: Oto Durmis Daniel Konc |

| 4 września 2021 | HC Oceláři Trzyniec | 1:3 | Leksands IF | Werk Arena, Trzyniec |

| Szczegóły      | Szczegóły              | Szczegóły       | Szczegóły                                                                | Szczegóły                                                                                     |
| -------------- | ---------------------- | --------------- | ------------------------------------------------------------------------ | --------------------------------------------------------------------------------------------- |
| Godzina: 15:00 | M. Kovařčík (PP) 55:11 | (0:0, 0:1, 1:2) | 32:09 (EQ) P. Zackrisson 43:21 (EQ) A. Lundqvist 49:46 (PP) M. Veronneau | Widzów: 1135 Sędzia główny: René Hradil Adam Kika Sędziowie liniowi: Daniel Hynek Vít Lederer |
| Godzina: 15:00 | 8 min. kar             |                 | 6 min. kar                                                               | Widzów: 1135 Sędzia główny: René Hradil Adam Kika Sędziowie liniowi: Daniel Hynek Vít Lederer |

| 4 września 2021 | Slovan Bratysława | 0:2 | HC Fribourg-Gottéron | Ondrej Nepela Arena, Bratysława |

| Szczegóły      | Szczegóły   | Szczegóły       | Szczegóły                                     | Szczegóły                                                                                       |
| -------------- | ----------- | --------------- | --------------------------------------------- | ----------------------------------------------------------------------------------------------- |
| Godzina: 17:30 |             | (0:0, 0:1, 0:1) | 33:59 (EQ) S. Schmid 57:59 (EQ) D. Desharnais | Widzów: 1914 Sędzia główny: Peter Stano Marek Žák Sędziowie liniowi: Ľudovít Šoltés Šimon Synek |
| Godzina: 17:30 | 10 min. kar |                 | 8 min. kar                                    | Widzów: 1914 Sędzia główny: Peter Stano Marek Žák Sędziowie liniowi: Ľudovít Šoltés Šimon Synek |

| 5 października 2021 | Leksands IF | 2:5 | HC Fribourg-Gottéron | Tegera Arena, Leksand |

| Szczegóły      | Szczegóły                                 | Szczegóły       | Szczegóły | Szczegóły |
| -------------- | ----------------------------------------- | --------------- | --- | --- |
| Godzina: 18:05 | C. Camper (EQ) 05:45 C. Själin (EQ) 12:48 | (2:0, 0:3, 0:2) | 21:00 (PP) C. DiDomenico 30:48 (EQ) D. Desharnais 31:07 (EQ) N. Marchon 56:55 (EQ) R. Gunderson 58:27 (EN) S. Walser | Widzów: 4042 Sędzia główny: Patric Bjälkander Andreas Harnebring Sędziowie liniowi: Daniel Persson Peter Almerstedt |
| Godzina: 18:05 | 2 min. kar                                |                 | 2 min. kar | Widzów: 4042 Sędzia główny: Patric Bjälkander Andreas Harnebring Sędziowie liniowi: Daniel Persson Peter Almerstedt |

| 6 października 2021 | HC Oceláři Trzyniec | 3:0 | Slovan Bratysława | Werk Arena, Trzyniec |

| Szczegóły      | Szczegóły                                                        | Szczegóły       | Szczegóły  | Szczegóły                                                                                    |
| -------------- | ---------------------------------------------------------------- | --------------- | ---------- | -------------------------------------------------------------------------------------------- |
| Godzina: 17:00 | D. Kofroň (EQ) 23:04 O. Kovařčík (EQ) 40:29 R. Szturc (EQ) 49:46 | (0:0, 1:0, 2:0) |            | Widzów: 1977 Sędzia główny: Robin Šír Adam Kika Sędziowie liniowi: Jiří Svoboda Daniel Hynek |
| Godzina: 17:00 | 6 min. kar                                                       |                 | 2 min. kar | Widzów: 1977 Sędzia główny: Robin Šír Adam Kika Sędziowie liniowi: Jiří Svoboda Daniel Hynek |

| 12 października 2021 | HC Fribourg-Gottéron | 3:0 | Leksands IF | BCF Arena, Fryburg |

| Szczegóły      | Szczegóły                                                      | Szczegóły       | Szczegóły  | Szczegóły                                                                                              |
| -------------- | -------------------------------------------------------------- | --------------- | ---------- | --- |
| Godzina: 19:45 | S. Walser (EQ) 09:49 D. Brodin (SH) 18:19 J. Bougro (PP) 34:08 | (2:0, 1:0, 0:0) |            | Widzów: 3069 Sędzia główny: Marc Wiegand Miroslav Stolc Sędziowie liniowi: David Obwegeser Dario Fuchs |
| Godzina: 19:45 | 12 min. kar                                                    |                 | 4 min. kar | Widzów: 3069 Sędzia główny: Marc Wiegand Miroslav Stolc Sędziowie liniowi: David Obwegeser Dario Fuchs |

| 13 października 2021 | Slovan Bratysława | 1:4 | HC Oceláři Trzyniec | Ondrej Nepela Arena, Bratysława |

| Szczegóły      | Szczegóły           | Szczegóły       | Szczegóły                                                                              | Szczegóły                                                                                             |
| -------------- | ------------------- | --------------- | -------------------------------------------------------------------------------------- | --- |
| Godzina: 18:00 | A. Yogan (PP) 33:59 | (0:0, 1:3, 0:1) | 20:22 (SH) P. Hrehorčák 26:51 (EQ) M. Ramik 27:39 (EQ) M. Roman 43:08 (EQ) V. Dravecký | Widzów: 1718 Sędzia główny: Peter Stano Vladimír Snášel Sędziowie liniowi: Daniel Konc Ľudovít Šoltés |
| Godzina: 18:00 | 6 min. kar          |                 | 31 min. kar                                                                            | Widzów: 1718 Sędzia główny: Peter Stano Vladimír Snášel Sędziowie liniowi: Daniel Konc Ľudovít Šoltés |

### Grupa G
| Lp. | Zespół                 | M | Pkt | Z | WpD | PpD | P | G+ | G- | +/- |
| --- | ---------------------- | - | --- | - | --- | --- | - | -- | -- | --- |
| 1   | EC KAC                 | 6 | 13  | 3 | 2   | 0   | 1 | 19 | 9  | +10 |
| 2   | Dragons de Rouen       | 6 | 10  | 3 | 0   | 1   | 2 | 15 | 14 | +1  |
| 3   | Donbas Donieck         | 6 | 8   | 2 | 0   | 2   | 2 | 15 | 17 | -2  |
| 4   | Rungsted Seier Capital | 6 | 5   | 0 | 2   | 1   | 3 | 13 | 22 | -9  |

    = awans do 1/8 finału
| 3 września 2021 | Donbas Donieck | 2:3 pk. | Rungsted Seier Capital | Pałac Sportu w Kijowie, Kijów |

| Szczegóły      | Szczegóły                                         | Szczegóły                 | Szczegóły                                                           | Szczegóły |
| -------------- | ------------------------------------------------- | ------------------------- | ------------------------------------------------------------------- | --- |
| Godzina: 18:30 | P. Miedwiediew (PP) 17:07 A. Peresunko (EQ) 23:48 | (1:0, 0:1, 1:1, 0:0, 0:1) | 33:23 (PP) R. T. Andersson 47:51 (PP) G. Green 65:00 (SO) M. Olsson | Widzów: 5876 Sędzia główny: Andrij Kicha Artiem Koriepanow Sędziowie liniowi: Siergij Charaberjusz Tymur Czermaszencew |
| Godzina: 18:30 | 16 min. kar                                       |                           | 45 min. kar                                                         | Widzów: 5876 Sędzia główny: Andrij Kicha Artiem Koriepanow Sędziowie liniowi: Siergij Charaberjusz Tymur Czermaszencew |

| 3 września 2021 | EC KAC | 2:1 pd. | Dragons de Rouen | Stadthalle Klagenfurt, Klagenfurt am Wörthersee |

| Szczegóły      | Szczegóły                                   | Szczegóły            | Szczegóły             | Szczegóły |
| -------------- | ------------------------------------------- | -------------------- | --------------------- | --- |
| Godzina: 20:20 | M. Ganahl (EQ) 02:48 N. Petersen (EQ) 60:43 | (1:1, 0:0, 0:0, 1:0) | 19:44 (EQ) R. Vigners | Widzów: 1866 Sędzia główny: Ladislav Smetana Christoph Sternat Sędziowie liniowi: Simon Riecken Elias Seewald |
| Godzina: 20:20 | 4 min. kar                                  |                      | 6 min. kar            | Widzów: 1866 Sędzia główny: Ladislav Smetana Christoph Sternat Sędziowie liniowi: Simon Riecken Elias Seewald |

| 5 września 2021 | Donbas Donieck | 2:1 | Dragons de Rouen | Pałac Sportu w Kijowie, Kijów |

| Szczegóły      | Szczegóły                                         | Szczegóły       | Szczegóły            | Szczegóły |
| -------------- | ------------------------------------------------- | --------------- | -------------------- | --- |
| Godzina: 16:00 | O. Šišļaņņikovs (EQ) 34:54 A. Birjukow (PP) 51:00 | (0:1, 1:0, 1:0) | 08:57 (SH) A. Guttig | Widzów: 5328 Sędzia główny: Andrij Kicha Anton Peretiatko Sędziowie liniowi: Oleksij Riabikow Artiem Berehowienko |
| Godzina: 16:00 | 8 min. kar                                        |                 | 16 min. kar          | Widzów: 5328 Sędzia główny: Andrij Kicha Anton Peretiatko Sędziowie liniowi: Oleksij Riabikow Artiem Berehowienko |

| 5 września 2021 | EC KAC | 3:2 pd. | Rungsted Seier Capital | Stadthalle Klagenfurt, Klagenfurt am Wörthersee |

| Szczegóły      | Szczegóły                                                          | Szczegóły            | Szczegóły                                 | Szczegóły |
| -------------- | ------------------------------------------------------------------ | -------------------- | ----------------------------------------- | --- |
| Godzina: 20:20 | N. Petersen (PP) 35:28 N. Petersen (EQ) 41:35 L. Haudum (EQ) 60:56 | (0:0, 1:1, 1:1, 1:0) | 24:36 (EQ) S. Sørensen 52:42 (PP) T. Daly | Widzów: 1708 Sędzia główny: Kristijan Nikolić Christian Ofner Sędziowie liniowi: Elias Seewald Jaka Gasper Zgonc |
| Godzina: 20:20 | 8 min. kar                                                         |                      | 8 min. kar                                | Widzów: 1708 Sędzia główny: Kristijan Nikolić Christian Ofner Sędziowie liniowi: Elias Seewald Jaka Gasper Zgonc |

| 9 września 2021 | Dragons de Rouen | 4:3 | Donbas Donieck | Patinoire Nathalie Péchalat, Rouen |

| Szczegóły      | Szczegóły                                                                               | Szczegóły       | Szczegóły                                                         | Szczegóły                                                                                                   |
| -------------- | --------------------------------------------------------------------------------------- | --------------- | ----------------------------------------------------------------- | --- |
| Godzina: 20:00 | A. Guttig (EQ) 29:04 A. Johnston (PP) 31:51 J. Reynaud (EQ) 42:53 D. Gilbert (EQ) 53:35 | (0:1, 2:1, 2:1) | 19:45 (EQ) A. Birjukow 34:39 (EQ) A. Sigariew 43:13 (EQ) W. Lalka | Widzów: 2451 Sędzia główny: Pierre Dehaen Nicolas Cregut Sędziowie liniowi: Jeremy Douchy Clément Goncalves |
| Godzina: 20:00 | 8 min. kar                                                                              |                 | 14 min. kar                                                       | Widzów: 2451 Sędzia główny: Pierre Dehaen Nicolas Cregut Sędziowie liniowi: Jeremy Douchy Clément Goncalves |

| 9 września 2021 | Rungsted Seier Capital | 1:5 | EC KAC | Bitcoin Arena, Rungsted |

| Szczegóły      | Szczegóły            | Szczegóły       | Szczegóły | Szczegóły |
| -------------- | -------------------- | --------------- | --- | --- |
| Godzina: 20:30 | M. Olsson (PP) 29:09 | (0:1, 1:1, 0:3) | 12:49 (EQ) R. Ticar 24:48 (EQ) S. Geier 50:18 (SH) D. Obersteiner 54:48 (PP) M. Geier 59:45 (EN) J. Bischofberger | Widzów: 1002 Sędzia główny: Mads Frandsen Kenneth Nielsen Sędziowie liniowi: Andreas Kroyer Albert Ankerstjerne |
| Godzina: 20:30 | 10 min. kar          |                 | 8 min. kar | Widzów: 1002 Sędzia główny: Mads Frandsen Kenneth Nielsen Sędziowie liniowi: Andreas Kroyer Albert Ankerstjerne |

| 11 września 2021 | Dragons de Rouen | 0:4 | EC KAC | Patinoire Nathalie Péchalat, Rouen |

| Szczegóły      | Szczegóły   | Szczegóły       | Szczegóły                                                                          | Szczegóły |
| -------------- | ----------- | --------------- | ---------------------------------------------------------------------------------- | --- |
| Godzina: 19:30 |             | (0:1, 0:0, 0:3) | 12:37 (EQ) L. Haudum 41:21 (EQ) M. Fraser 45:50 (EQ) R. Ticar 53:23 (PP) M. Fraser | Widzów: 2981 Sędzia główny: Geoffrey Barcelo Yann Furet Sędziowie liniowi: Nicolas Constantineau Vincent Zede |
| Godzina: 19:30 | 10 min. kar |                 | 8 min. kar                                                                         | Widzów: 2981 Sędzia główny: Geoffrey Barcelo Yann Furet Sędziowie liniowi: Nicolas Constantineau Vincent Zede |

| 11 września 2021 | Rungsted Seier Capital | 4:3 pd. | Donbas Donieck | Bitcoin Arena, Rungsted |

| Szczegóły      | Szczegóły                                                                                   | Szczegóły            | Szczegóły                                                                 | Szczegóły                                                                                                  |
| -------------- | ------------------------------------------------------------------------------------------- | -------------------- | ------------------------------------------------------------------------- | --- |
| Godzina: 19:30 | F. Bjerrum (EQ) 00:56 A. P. Stærmose (PP) 29:17 T. Daly (PP) 41:06 H. Gustafsson (EQ) 60:29 | (1:0, 1:1, 1:2, 1:0) | 33:10 (PP) P. Miedwiediew 44:09 (EQ) W. Sokołowski 46:13 (EQ) N. Żułdikow | Widzów: 1003 Sędzia główny: Rasmus Toppel Mads Frandsen Sędziowie liniowi: Frederik Andersen Henrik Haurum |
| Godzina: 19:30 | 8 min. kar                                                                                  |                      | 12 min. kar                                                               | Widzów: 1003 Sędzia główny: Rasmus Toppel Mads Frandsen Sędziowie liniowi: Frederik Andersen Henrik Haurum |

| 6 października 2021 | Donbas Donieck | 3:4 | EC KAC | Pałac Sportu w Kijowie, Kijów |

| Szczegóły      | Szczegóły                                                          | Szczegóły       | Szczegóły                                                                                               | Szczegóły |
| -------------- | ------------------------------------------------------------------ | --------------- | --- | --- |
| Godzina: 18:30 | I. Korenczuk (EQ) 26:01 F. Morozow (EQ) 42:42 W. Turkin (PP) 55:10 | (0:3, 1:0, 2:1) | 04:53 (EQ) T. Hundertpfund 07:44 (EQ) T. Hundertpfund 19:00 (EQ) M. Witting 58:44 (EQ) J. Bischofberger | Widzów: 4379 Sędzia główny: Artiem Koriepanow Oleg Serebriakow Sędziowie liniowi: Siergij Charaberjusz Ołeksander Ponomar |
| Godzina: 18:30 | 2 min. kar                                                         |                 | 10 min. kar                                                                                             | Widzów: 4379 Sędzia główny: Artiem Koriepanow Oleg Serebriakow Sędziowie liniowi: Siergij Charaberjusz Ołeksander Ponomar |

| 6 października 2021 | Dragons de Rouen | 5:1 | Rungsted Seier Capital | Patinoire Nathalie Péchalat, Rouen |

| Szczegóły      | Szczegóły                                                                                             | Szczegóły       | Szczegóły           | Szczegóły |
| -------------- | --- | --------------- | ------------------- | --- |
| Godzina: 19:30 | J. Bedin (PP) 07:42 D. Yeo (EQ) 38:39 J. Bedin (EQ) 39:41 K. Tessier (PP) 41:53 D. Gilbert (EQ) 52:46 | (1:0, 2:1, 2:0) | 21:35 (EQ) H. Hetta | Widzów: 2990 Sędzia główny: Geoffrey Barcelo Pierre Dehaen Sędziowie liniowi: Nicolas Constantineau Clément Goncalves |
| Godzina: 19:30 | 8 min. kar                                                                                            |                 | 21 min. kar         | Widzów: 2990 Sędzia główny: Geoffrey Barcelo Pierre Dehaen Sędziowie liniowi: Nicolas Constantineau Clément Goncalves |

| 12 października 2021 | Rungsted Seier Capital | 2:4 | Dragons de Rouen | Bitcoin Arena, Rungsted |

| Szczegóły      | Szczegóły                                         | Szczegóły       | Szczegóły                                                                              | Szczegóły                                                                                                 |
| -------------- | ------------------------------------------------- | --------------- | -------------------------------------------------------------------------------------- | --- |
| Godzina: 20:30 | M. Jensen (PP2) 28:03 J. Holten-Møller (EQ) 30:36 | (0:1, 2:1, 0:2) | 03:59 (EQ) L. Lamperier 25:51 (EQ) V. Nesa 44:40 (EQ) R. Vigners 59:24 (EN) K. Tessier | Widzów: 1001 Sędzia główny: Kenneth Nielsen Rasmus Toppel Sędziowie liniowi: Niklas Knøsen Emil Dalsgaard |
| Godzina: 20:30 | 4 min. kar                                        |                 | 12 min. kar                                                                            | Widzów: 1001 Sędzia główny: Kenneth Nielsen Rasmus Toppel Sędziowie liniowi: Niklas Knøsen Emil Dalsgaard |

| 13 października 2021 | EC KAC | 1:2 | Donbas Donieck | Stadthalle Klagenfurt, Klagenfurt am Wörthersee |

| Szczegóły      | Szczegóły           | Szczegóły       | Szczegóły                                      | Szczegóły |
| -------------- | ------------------- | --------------- | ---------------------------------------------- | --- |
| Godzina: 20:20 | R. Kapel (EQ) 27:27 | (0:1, 1:0, 0:1) | 07:16 (EQ) W. Lalka 54:44 (PP) O. Šišļaņņikovs | Widzów: 1209 Sędzia główny: Christoph Sternat Christian Ofner Sędziowie liniowi: David Nothegger Elias Seewald |
| Godzina: 20:20 | 10 min. kar         |                 | 4 min. kar                                     | Widzów: 1209 Sędzia główny: Christoph Sternat Christian Ofner Sędziowie liniowi: David Nothegger Elias Seewald |

### Grupa H
| Lp. | Zespół               | M | Pkt | Z | WpD | PpD | P | G+ | G- | +/- |
| --- | -------------------- | - | --- | - | --- | --- | - | -- | -- | --- |
| 1   | EC Red Bull Salzburg | 6 | 14  | 4 | 1   | 0   | 1 | 23 | 13 | +10 |
| 2   | HC Bolzano           | 6 | 13  | 3 | 1   | 2   | 0 | 20 | 13 | +7  |
| 3   | JKH GKS Jastrzębie   | 6 | 7   | 2 | 0   | 1   | 3 | 17 | 21 | -4  |
| 4   | Frisk Asker          | 6 | 2   | 0 | 1   | 0   | 5 | 11 | 24 | -13 |

    = awans do 1/8 finału
| 3 września 2021 | Frisk Asker | 2:6 | EC Red Bull Salzburg | Askerhallen, Asker |

| Szczegóły      | Szczegóły                                         | Szczegóły       | Szczegóły | Szczegóły |
| -------------- | ------------------------------------------------- | --------------- | --- | --- |
| Godzina: 18:00 | H. Gustavsson (PP2) 13:34 V. Granholm (PEN) 43:50 | (1:1, 0:2, 1:3) | 12:26 (PP) T. Loney 22:51 (EQ) T.J. Brennan 37:17 (EQ) D. Leonhardt 40:24 (EQ) T. Raffl 41:35 (EQ) M. Huber 55:41 (PP) T. Loney | Widzów: 692 Sędzia główny: Roy Stian Hansen Marc Wannerstedt Sędziowie liniowi: Alexander Waldejer Knut Einar Bråten |
| Godzina: 18:00 | 20 min. kar                                       |                 | 18 min. kar | Widzów: 692 Sędzia główny: Roy Stian Hansen Marc Wannerstedt Sędziowie liniowi: Alexander Waldejer Knut Einar Bråten |

| 3 września 2021 | JKH GKS Jastrzębie | 2:3 pk. | HC Bolzano | Jastor, Jastrzębie-Zdrój |

| Szczegóły      | Szczegóły                                 | Szczegóły                 | Szczegóły                                                             | Szczegóły |
| -------------- | ----------------------------------------- | ------------------------- | --------------------------------------------------------------------- | --- |
| Godzina: 18:00 | Ē. Ševčenko (EQ) 16:23 M. Bryk (EQ) 32:43 | (1:1, 1:1, 0:0, 0:0, 0:1) | 10:27 (EQ) D. Catenacci 39:02 (EQ) D. Catenacci 65:00 (SO) B. Findlay | Widzów: 952 Sędzia główny: Krzysztof Kozłowski Bartosz Kaczmarek Sędziowie liniowi: Mateusz Kucharewicz Rafał Noworyta |
| Godzina: 18:00 | 8 min. kar                                |                           | 8 min. kar                                                            | Widzów: 952 Sędzia główny: Krzysztof Kozłowski Bartosz Kaczmarek Sędziowie liniowi: Mateusz Kucharewicz Rafał Noworyta |

| 5 września 2021 | Frisk Asker | 1:5 | HC Bolzano | Askerhallen, Asker |

| Szczegóły      | Szczegóły                     | Szczegóły       | Szczegóły | Szczegóły |
| -------------- | ----------------------------- | --------------- | --- | --- |
| Godzina: 16:00 | M. S. Christiansen (PP) 24:07 | (0:1, 1:1, 0:3) | 01:33 (PP) D. Gazley 21:36 (EQ) B. Findlay 44:02 (EQ) J. Mizzi 44:45 (EQ) D. Frank 55:47 (PP) S. Pitschieler | Widzów: 647 Sędzia główny: Roy Stian Hansen Marc Wannerstedt Sędziowie liniowi: Alexander Waldejer Knut Einar Bråten |
| Godzina: 16:00 | 12 min. kar                   |                 | 45 min. kar                                                                                                  | Widzów: 647 Sędzia główny: Roy Stian Hansen Marc Wannerstedt Sędziowie liniowi: Alexander Waldejer Knut Einar Bråten |

| 5 września 2021 | JKH GKS Jastrzębie | 2:3 | EC Red Bull Salzburg | Jastor, Jastrzębie-Zdrój |

| Szczegóły      | Szczegóły                                 | Szczegóły       | Szczegóły                                                             | Szczegóły                                                                                             |
| -------------- | ----------------------------------------- | --------------- | --------------------------------------------------------------------- | --- |
| Godzina: 17:30 | D. Jarosz (EQ) 01:31 D. Jarosz (EQ) 25:35 | (1:1, 1:1, 0:1) | 00:15 (EQ) D. Leonhardt 33:36 (PP) P. Schneider 51:47 (EQ) B. Nissner | Widzów: 984 Sędzia główny: Michael Baca Tomasz Radzik Sędziowie liniowi: Andrzey Nenko Rafał Noworyta |
| Godzina: 17:30 | 10 min. kar                               |                 | 6 min. kar                                                            | Widzów: 984 Sędzia główny: Michael Baca Tomasz Radzik Sędziowie liniowi: Andrzey Nenko Rafał Noworyta |

| 10 września 2021 | EC Red Bull Salzburg | 1:0 | Frisk Asker | Eisarena Salzburg, Salzburg |

| Szczegóły      | Szczegóły               | Szczegóły       | Szczegóły  | Szczegóły |
| -------------- | ----------------------- | --------------- | ---------- | --- |
| Godzina: 20:20 | P. Schneider (PP) 46:18 | (0:0, 0:0, 1:0) |            | Widzów: 1052 Sędzia główny: Ladislav Smetana Kristijan Nikolić Sędziowie liniowi: Simon Riecken David Nothegger |
| Godzina: 20:20 | 2 min. kar              |                 | 4 min. kar | Widzów: 1052 Sędzia główny: Ladislav Smetana Kristijan Nikolić Sędziowie liniowi: Simon Riecken David Nothegger |

| 10 września 2021 | HC Bolzano | 3:1 | JKH GKS Jastrzębie | Eiswelle, Bolzano |

| Szczegóły      | Szczegóły                                                         | Szczegóły       | Szczegóły                | Szczegóły |
| -------------- | ----------------------------------------------------------------- | --------------- | ------------------------ | --- |
| Godzina: 20:30 | A. Trivellato (EQ) 04:48 A. Miceli (EQ) 39:08 D. Glück (EQ) 51:39 | (1:0, 1:0, 1:1) | 53:41 (EQ) S. Mlynarovič | Widzów: 1057 Sędzia główny: Milan Zrnić Trpimir Piragić Sędziowie liniowi: Ulrich Pardatscher Jaka Gasper Zgonc |
| Godzina: 20:30 | 4 min. kar                                                        |                 | 10 min. kar              | Widzów: 1057 Sędzia główny: Milan Zrnić Trpimir Piragić Sędziowie liniowi: Ulrich Pardatscher Jaka Gasper Zgonc |

| 12 września 2021 | HC Bolzano | 1:2 pk. | Frisk Asker | Eiswelle, Bolzano |

| Szczegóły      | Szczegóły            | Szczegóły                 | Szczegóły                                   | Szczegóły |
| -------------- | -------------------- | ------------------------- | ------------------------------------------- | --- |
| Godzina: 18:00 | M. Maione (EQ) 34:09 | (0:0, 1:1, 0:0, 0:0, 0:1) | 31:50 (EQ) V. Granholm 65:00 (SO) J. Lagacé | Widzów: 1200 Sędzia główny: Christoph Sternat Christian Ofner Sędziowie liniowi: Ulrich Pardatscher David Nothegger |
| Godzina: 18:00 | 12 min. kar          |                           | 8 min. kar                                  | Widzów: 1200 Sędzia główny: Christoph Sternat Christian Ofner Sędziowie liniowi: Ulrich Pardatscher David Nothegger |

| 12 września 2021 | EC Red Bull Salzburg | 6:1 | JKH GKS Jastrzębie | Eisarena Salzburg, Salzburg |

| Szczegóły      | Szczegóły | Szczegóły       | Szczegóły               | Szczegóły                                                                                                 |
| -------------- | --- | --------------- | ----------------------- | --- |
| Godzina: 20:20 | M. Huber (PP) 29:36 J. Borzecki (EQ) 46:31 T. Loney (PP) 47:36 T. Loney (EQ) 50:31 B. Nissner (EQ) 52:46 T. Raffl (EQ) 55:24 | (0:0, 1:1, 5:0) | 32:47 (EQ) M. Kasperlík | Widzów: 912 Sędzia główny: Milan Zrnić Trpimir Piragić Sędziowie liniowi: Jaka Gasper Zgonc Simon Riecken |
| Godzina: 20:20 | 0 min. kar |                 | 4 min. kar              | Widzów: 912 Sędzia główny: Milan Zrnić Trpimir Piragić Sędziowie liniowi: Jaka Gasper Zgonc Simon Riecken |

| 5 października 2021 | JKH GKS Jastrzębie | 4:3 | Frisk Asker | Jastor, Jastrzębie-Zdrój |

| Szczegóły      | Szczegóły                                                                                    | Szczegóły       | Szczegóły                                                                       | Szczegóły |
| -------------- | -------------------------------------------------------------------------------------------- | --------------- | ------------------------------------------------------------------------------- | --- |
| Godzina: 18:00 | M. Kasperlík (PP) 08:44 R. Nalewajka (EQ) 09:35 M. Urbanowicz (EQ) 20:32 E. Kalns (EQ) 54:19 | (2:0, 1:0, 1:3) | 50:01 (EQ) M. S. Christiansen 53:09 (PP) E. F. Vold 58:13 (SH-EA) N. Nevalainen | Widzów: 700 Sędzia główny: Michael Baca Bartosz Kaczmarek Sędziowie liniowi: Mateusz Kucharewicz Rafał Noworyta |
| Godzina: 18:00 | 4 min. kar                                                                                   |                 | 4 min. kar                                                                      | Widzów: 700 Sędzia główny: Michael Baca Bartosz Kaczmarek Sędziowie liniowi: Mateusz Kucharewicz Rafał Noworyta |

| 5 października 2021 | EC Red Bull Salzburg | 3:5 | HC Bolzano | Eisarena Salzburg, Salzburg |

| Szczegóły      | Szczegóły                                                                   | Szczegóły       | Szczegóły | Szczegóły |
| -------------- | --------------------------------------------------------------------------- | --------------- | --- | --- |
| Godzina: 20:20 | P. Hochkofler (PP) 10:31 P. Schneider (EQ) 55:44 D. Leonhardt (PP-EA) 59:09 | (1:2, 0:1, 1:2) | 14:17 (EQ) M. Maione 18:51 (PP) B. Findlay 31:54 (EQ) B. Findlay 58:32 (SH-EN) Du. Gazley 59:22 (SH-EN) D. Alberga | Widzów: 864 Sędzia główny: Ladislav Smetana Kristijan Nikolić Sędziowie liniowi: Simon Riecken David Nothegger |
| Godzina: 20:20 | 58 min. kar                                                                 |                 | 42 min. kar | Widzów: 864 Sędzia główny: Ladislav Smetana Kristijan Nikolić Sędziowie liniowi: Simon Riecken David Nothegger |

| 12 października 2021 | Frisk Asker | 3:7 | JKH GKS Jastrzębie | Askerhallen, Asker |

| Szczegóły      | Szczegóły                                                             | Szczegóły       | Szczegóły | Szczegóły |
| -------------- | --------------------------------------------------------------------- | --------------- | --- | --- |
| Godzina: 18:00 | J. Kuronen (EQ) 27:20 M. T. Geheb (EQ) 53:49 N. Nevalainen (EQ) 54:18 | (0:2, 1:2, 2:3) | 06:53 (EQ) Ł. Nalewajka 14:11 (EQ) S. Bahalejsza 23:07 (EQ) Ł. Nalewajka 25:10 (EQ) R. Rác 46:33 (EQ) E. Kalns 52:21 (EQ) Ē. Ševčenko 55:19 (EQ) F. Razgals | Widzów: 692 Sędzia główny: Christian Persson Marc Wannerstedt Sędziowie liniowi: Rune Bakken Knut Einar Bråten |
| Godzina: 18:00 | 0 min. kar                                                            |                 | 2 min. kar | Widzów: 692 Sędzia główny: Christian Persson Marc Wannerstedt Sędziowie liniowi: Rune Bakken Knut Einar Bråten |

| 12 października 2021 | HC Bolzano | 3:4 pd. | EC Red Bull Salzburg | Eiswelle, Bolzano |

| Szczegóły      | Szczegóły                                                     | Szczegóły            | Szczegóły                                                                                  | Szczegóły |
| -------------- | ------------------------------------------------------------- | -------------------- | ------------------------------------------------------------------------------------------ | --- |
| Godzina: 20:20 | M. Halmo (EQ) 42:12 J. Mizzi (PP) 44:23 B. Findlay (EA) 58:43 | (0:1, 0:1, 3:1, 0:1) | 13:54 (PP) V. LoVerde 30:39 (EQ) K. Zündel 49:19 (EQ) T.J. Brennan 64:49 (EQ) T.J. Brennan | Widzów: 1500 Sędzia główny: Trpimir Piragić Milan Zrnić Sędziowie liniowi: Ulrich Pardatscher Jaka Gasper Zgonc |
| Godzina: 20:20 | 8 min. kar                                                    |                      | 8 min. kar                                                                                 | Widzów: 1500 Sędzia główny: Trpimir Piragić Milan Zrnić Sędziowie liniowi: Ulrich Pardatscher Jaka Gasper Zgonc |

## Faza pucharowa

### Rozstawienie
Po zakończeniu sezonu zasadniczego 16 zespołów zapewniło sobie start w fazie pucharowej. Wśród nich znalazło się po dwie drużyny z każdej z grup. Zwycięzcy grup zostali rozstawieni podczas losowania 1/8 finału. W dalszych rundach nie występuje rozstawienie.
Pierwsza runda rozpoczęła się 16 listopada 2022, zaś zakończenie rywalizacji odbędzie się w finałowym spotkaniu 1 marca 2022.
| Grupa | Zwycięzcy grup (Rozstawieni) | Wicemistrzowie grup (Nierozstawieni) |
| ----- | ---------------------------- | ------------------------------------ |
| A     | Sparta Praga                 | Växjö Lakers                         |
| B     | Frölunda HC                  | ZSC Lions                            |
| C     | Lukko                        | Adler Mannheim                       |
| D     | Rögle BK                     | EHC Red Bull Monachium               |
| E     | Tappara                      | Skellefteå AIK                       |
| F     | HC Fribourg-Gottéron         | Leksands IF                          |
| G     | EC KAC                       | Dragons de Rouen                     |
| H     | EC Red Bull Salzburg         | HC Bolzano                           |

### Drabinka
Po zakończeniu sezonu zasadniczego rozpoczęła się walka o mistrzostwo ligi w fazie pucharowej, która rozgrywana zostanie w czterech rundach. Drużyna, która zajęła wyższe miejsce w sezonie zasadniczym w nagrodę zostaje gospodarzem rewanżowego meczu. Trzy rundy rozgrywane są w formule mecz-rewanż, zaś finał rozgrywany jest na lodowisku lepszej drużyny fazy grupowej. Jeżeli w rezultacie dwumeczu wystąpi remis, zostanie rozegrana 10 minutowa dogrywka, jeżeli w tym czasie nie padnie bramka rozegrane zostaną rzuty karne. W finale jeżeli w regulaminowym czasie nie padnie bramka, zostanie rozegrana 20 minutowa dogrywka, a w razie braku rozstrzygnięcia rzuty karne.
|  |                        |                        |                  |                  |            |   |   |                        |                        |              |              |              |  |  |           |           |           |           |           |  |  |       |       |       |
|  | 1/8 finału             | 1/8 finału             | 1/8 finału       | 1/8 finału       | 1/8 finału |   |   | Ćwierćfinały           | Ćwierćfinały           | Ćwierćfinały | Ćwierćfinały | Ćwierćfinały |  |  | Półfinały | Półfinały | Półfinały | Półfinały | Półfinały |  |  | Finał | Finał | Finał |
|  | 1/8 finału             | 1/8 finału             | 1/8 finału       | 1/8 finału       | 1/8 finału |   |   | Ćwierćfinały           | Ćwierćfinały           | Ćwierćfinały | Ćwierćfinały | Ćwierćfinały |  |  | Półfinały | Półfinały | Półfinały | Półfinały | Półfinały |  |  | Finał | Finał | Finał |
|  |                        |                        |                  |                  |            |   |   |                        |                        |              |              |              |  |  |           |           |           |           |           |  |  |       |       |       |
|  |                        |                        |                  |                  |            |   |   |                        |                        |              |              |              |  |  |           |           |           |           |           |  |  |       |       |       |
|  | HC Fribourg-Gottéron   | HC Fribourg-Gottéron   | 2                | 1                | 3          |   |   |                        |                        |              |              |              |  |  |           |           |           |           |           |  |  |       |       |       |
|  | HC Fribourg-Gottéron   | HC Fribourg-Gottéron   | 2                | 1                | 3          |   |   |                        |                        |              |              |              |  |  |           |           |           |           |           |  |  |       |       |       |
|  | EHC Red Bull Monachium | EHC Red Bull Monachium | 4                | 3                | 7          |   |   |                        |                        |              |              |              |  |  |           |           |           |           |           |  |  |       |       |       |
|  | EHC Red Bull Monachium | EHC Red Bull Monachium | 4                | 3                | 7          |   |   | EHC Red Bull Monachium | EHC Red Bull Monachium | 2            | 2            | 4            |  |  |           |           |           |           |           |  |  |       |       |       |
|  |                        |                        |                  |                  |            |   |   | EHC Red Bull Monachium | EHC Red Bull Monachium | 2            | 2            | 4            |  |  |           |           |           |           |           |  |  |       |       |       |
|  |                        |                        | Lukko            | Lukko            | 2          | 1 | 3 |                        |                        |              |              |              |  |  |           |           |           |           |           |  |  |       |       |       |
|  | HC Bolzano             | HC Bolzano             | Lukko            | Lukko            | 2          | 1 | 3 | 1                      | —                      | 1            |              |              |  |  |           |           |           |           |           |  |  |       |       |       |
|  | HC Bolzano             | HC Bolzano             |                  |                  |            |   |   |                        |                        | 1            |              |              |  |  |           |           |           |           |           |  |  |       |       |       |
|  | Lukko                  | Lukko                  | 3                | —                | 3          |   |   |                        |                        |              |              |              |  |  |           |           |           |           |           |  |  |       |       |       |
|  | Lukko                  | Lukko                  | 3                | —                | 3          |   |   | EHC Red Bull Monachium | EHC Red Bull Monachium | —            | 0            | 0            |  |  |           |           |           |           |           |  |  |       |       |       |
|  |                        |                        |                  |                  |            |   |   |                        |                        |              |              |              |  |  |           |           |           |           |           |  |  |       |       |       |
|  |                        |                        | Tappara          | Tappara          | —          | 3 | 3 |                        |                        |              |              |              |  |  |           |           |           |           |           |  |  |       |       |       |
|  | Växjö Lakers           | Växjö Lakers           | Tappara          | Tappara          | —          | 3 | 3 | 2                      | 2                      | 4            |              |              |  |  |           |           |           |           |           |  |  |       |       |       |
|  | Växjö Lakers           | Växjö Lakers           |                  |                  |            |   |   |                        |                        | 4            |              |              |  |  |           |           |           |           |           |  |  |       |       |       |
|  | Tappara                | Tappara                | 2                | 4                | 6          |   |   |                        |                        |              |              |              |  |  |           |           |           |           |           |  |  |       |       |       |
|  | Tappara                | Tappara                | 2                | 4                | 6          |   |   | Tappara                | Tappara                | 3            | 4            | 7            |  |  |           |           |           |           |           |  |  |       |       |       |
|  |                        |                        |                  |                  |            |   |   | Tappara                | Tappara                | 3            | 4            | 7            |  |  |           |           |           |           |           |  |  |       |       |       |
|  |                        |                        | Dragons de Rouen | Dragons de Rouen | 3          | 0 | 3 |                        |                        |              |              |              |  |  |           |           |           |           |           |  |  |       |       |       |
|  | Dragons de Rouen       | Dragons de Rouen       | Dragons de Rouen | Dragons de Rouen | 3          | 0 | 3 | 3                      | 1                      | 4            |              |              |  |  |           |           |           |           |           |  |  |       |       |       |
|  | Dragons de Rouen       | Dragons de Rouen       |                  |                  |            |   |   |                        |                        | 4            |              |              |  |  |           |           |           |           |           |  |  |       |       |       |
|  | EC Red Bull Salzburg   | EC Red Bull Salzburg   | 0                | 3                | 3          |   |   |                        |                        |              |              |              |  |  |           |           |           |           |           |  |  |       |       |       |
|  | EC Red Bull Salzburg   | EC Red Bull Salzburg   | 0                | 3                | 3          |   |   | Tappara                | Tappara                | 1            |              |              |  |  |           |           |           |           |           |  |  |       |       |       |
|  |                        |                        |                  |                  |            |   |   |                        |                        |              |              |              |  |  |           |           |           |           |           |  |  |       |       |       |
|  |                        |                        | Rögle BK         | Rögle BK         | 2          |   |   |                        |                        |              |              |              |  |  |           |           |           |           |           |  |  |       |       |       |
|  | ZSC Lions              | ZSC Lions              | Rögle BK         | Rögle BK         | 2          | 3 | 1 | 4                      |                        |              |              |              |  |  |           |           |           |           |           |  |  |       |       |       |
|  | ZSC Lions              | ZSC Lions              |                  |                  |            |   |   |                        |                        |              |              |              |  |  |           |           |           |           |           |  |  |       |       |       |
|  | Rögle BK               | Rögle BK               | 4                | 3                | 7          |   |   |                        |                        |              |              |              |  |  |           |           |           |           |           |  |  |       |       |       |
|  | Rögle BK               | Rögle BK               | 4                | 3                | 7          |   |   | Rögle BK               | Rögle BK               | 5            | 1            | 6            |  |  |           |           |           |           |           |  |  |       |       |       |
|  |                        |                        |                  |                  |            |   |   | Rögle BK               | Rögle BK               | 5            | 1            | 6            |  |  |           |           |           |           |           |  |  |       |       |       |
|  |                        |                        | Sparta Praga     | Sparta Praga     | 2          | 3 | 5 |                        |                        |              |              |              |  |  |           |           |           |           |           |  |  |       |       |       |
|  | Skellefteå AIK         | Skellefteå AIK         | Sparta Praga     | Sparta Praga     | 2          | 3 | 5 | 1                      | 2                      | 3            |              |              |  |  |           |           |           |           |           |  |  |       |       |       |
|  | Skellefteå AIK         | Skellefteå AIK         |                  |                  |            |   |   |                        |                        | 3            |              |              |  |  |           |           |           |           |           |  |  |       |       |       |
|  | Sparta Praga           | Sparta Praga           | 3                | 1                | 4          |   |   |                        |                        |              |              |              |  |  |           |           |           |           |           |  |  |       |       |       |
|  | Sparta Praga           | Sparta Praga           | 3                | 1                | 4          |   |   | Rögle BK               | Rögle BK               | 5            | 3            | 8            |  |  |           |           |           |           |           |  |  |       |       |       |
|  |                        |                        |                  |                  |            |   |   |                        |                        |              |              |              |  |  |           |           |           |           |           |  |  |       |       |       |
|  |                        |                        | Frölunda HC      | Frölunda HC      | 3          | 1 | 4 |                        |                        |              |              |              |  |  |           |           |           |           |           |  |  |       |       |       |
|  | Adler Mannheim         | Adler Mannheim         | Frölunda HC      | Frölunda HC      | 3          | 1 | 4 | 1                      | 1                      | 2            |              |              |  |  |           |           |           |           |           |  |  |       |       |       |
|  | Adler Mannheim         | Adler Mannheim         |                  |                  |            |   |   |                        |                        | 2            |              |              |  |  |           |           |           |           |           |  |  |       |       |       |
|  | Frölunda HC            | Frölunda HC            | 10               | 4                | 14         |   |   |                        |                        |              |              |              |  |  |           |           |           |           |           |  |  |       |       |       |
|  | Frölunda HC            | Frölunda HC            | 10               | 4                | 14         |   |   | Frölunda HC            | Frölunda HC            | 5            | 3            | 8            |  |  |           |           |           |           |           |  |  |       |       |       |
|  |                        |                        |                  |                  |            |   |   | Frölunda HC            | Frölunda HC            | 5            | 3            | 8            |  |  |           |           |           |           |           |  |  |       |       |       |
|  |                        |                        | Leksands IF      | Leksands IF      | 2          | 3 | 5 |                        |                        |              |              |              |  |  |           |           |           |           |           |  |  |       |       |       |
|  | EC KAC                 | EC KAC                 | Leksands IF      | Leksands IF      | 2          | 3 | 5 | 4                      | 1                      | 5            |              |              |  |  |           |           |           |           |           |  |  |       |       |       |
|  | EC KAC                 | EC KAC                 |                  |                  |            |   |   |                        |                        | 5            |              |              |  |  |           |           |           |           |           |  |  |       |       |       |
|  | Leksands IF            | Leksands IF            | 0                | 8                | 8          |   |   |                        |                        |              |              |              |  |  |           |           |           |           |           |  |  |       |       |       |
|  | Leksands IF            | Leksands IF            | 0                | 8                | 8          |   |   |                        |                        |              |              |              |  |  |           |           |           |           |           |  |  |       |       |       |
|  |                        |                        |                  |                  |            |   |   |                        |                        |              |              |              |  |  |           |           |           |           |           |  |  |       |       |       |

### 1/8 finału
Mecze tej fazy rozgrywek odbyły się w dniach 16-17 oraz 23-24 listopada 2021 roku.
| 16 listopada 2021 | Skellefteå AIK | 1:3 | Sparta Praga | Skellefteå Kraft Arena, Skellefteå |

| Szczegóły      | Szczegóły            | Szczegóły       | Szczegóły                                                         | Szczegóły                                                                                                   |
| -------------- | -------------------- | --------------- | ----------------------------------------------------------------- | --- |
| Godzina: 18:05 | O. Möller (PP) 24:02 | (0:1, 1:1, 0:1) | 01:02 (EQ) F. Chlapík 39:46 (EQ) T. Pavelka 50:18 (EQ) E. Thorell | Widzów: 2433 Sędzia główny: Milan Zrnić Trpimir Piragić Sędziowie liniowi: Emil Yletyinen Tobias Nordlander |
| Godzina: 18:05 | 0 min. kar           |                 | 6 min. kar                                                        | Widzów: 2433 Sędzia główny: Milan Zrnić Trpimir Piragić Sędziowie liniowi: Emil Yletyinen Tobias Nordlander |

| 16 listopada 2021 | Växjö Lakers | 2:2 | Tappara | Vida Arena, Växjö |

| Szczegóły      | Szczegóły                                    | Szczegóły       | Szczegóły                                | Szczegóły                                                                                           |
| -------------- | -------------------------------------------- | --------------- | ---------------------------------------- | --------------------------------------------------------------------------------------------------- |
| Godzina: 19:00 | J. Persson (EQ) 11:03 E. Forslund (EQ) 18:33 | (2:1, 0:1, 0:0) | 05:49 (EQ) T. Morley 23:12 (EQ) T. Rönni | Widzów: 2462 Sędzia główny: Robin Šír René Hradil Sędziowie liniowi: Daniel Persson Richard Nilsson |
| Godzina: 19:00 | 4 min. kar                                   |                 | 4 min. kar                               | Widzów: 2462 Sędzia główny: Robin Šír René Hradil Sędziowie liniowi: Daniel Persson Richard Nilsson |

| 16 listopada 2021 | EC KAC | 4:0 | Leksands IF | Stadthalle Klagenfurt, Klagenfurt am Wörthersee |

| Szczegóły      | Szczegóły                                                                                       | Szczegóły       | Szczegóły   | Szczegóły                                                                                                  |
| -------------- | ----------------------------------------------------------------------------------------------- | --------------- | ----------- | --- |
| Godzina: 19:00 | T. Koch (PP) 11:11 J. Bischofberger (EQ) 23:35 S. Strong (EQ) 49:50 J. Bischofberger (EQ) 53:31 | (1:0, 1:0, 2:0) |             | Widzów: 1609 Sędzia główny: Daniel Pražák Vladimír Pešina Sędziowie liniowi: Elias Seewald David Nothegger |
| Godzina: 19:00 | 10 min. kar                                                                                     |                 | 10 min. kar | Widzów: 1609 Sędzia główny: Daniel Pražák Vladimír Pešina Sędziowie liniowi: Elias Seewald David Nothegger |

| 16 listopada 2021 | Adler Mannheim | 1:10 | Frölunda HC | SAP Arena, Mannheim |

| Szczegóły      | Szczegóły              | Szczegóły       | Szczegóły | Szczegóły |
| -------------- | ---------------------- | --------------- | --- | --- |
| Godzina: 19:30 | B. Rendulić (EQ) 06:03 | (1:2, 0:3, 0:5) | 08:01 (PP) J. Lundqvist 11:11 (PP) P. Carlsson 26:36 (PEN) R. Lasch 27:18 (EQ) N. Lasu 33:26 (PP) E. Söderblom 40:21 (EQ) K. Henriksson 43:33 (EQ) E. Söderblom 46:50 (EQ) T. Niederbach 57:14 (PP) J. Sundström 58:06 (SH) P. Carlsson | Widzów: 2968 Sędzia główny: Ladislav Smetana Christian Ofner Sędziowie liniowi: Christopher Hurtik Andreas Hofer |
| Godzina: 19:30 | 10 min. kar            |                 | 8 min. kar | Widzów: 2968 Sędzia główny: Ladislav Smetana Christian Ofner Sędziowie liniowi: Christopher Hurtik Andreas Hofer |

| 16 listopada 2021 | HC Bolzano | 1:3 | Lukko | Eiswelle, Bolzano |

| Szczegóły      | Szczegóły           | Szczegóły       | Szczegóły                                                             | Szczegóły |
| -------------- | ------------------- | --------------- | --------------------------------------------------------------------- | --- |
| Godzina: 19:30 | M. Halmo (EQ) 31:08 | (0:2, 1:1, 0:0) | 05:29 (EQ) S. Pooley 11:46 (EQ) V. Saarijärvi 38:18 (EQ) A. Hakulinen | Widzów: 2300 Sędzia główny: Daniel Stricker Miroslav Stolc Sędziowie liniowi: Jaka Gasper Zgonc Ulrich Pardatscher |
| Godzina: 19:30 | 10 min. kar         |                 | 10 min. kar                                                           | Widzów: 2300 Sędzia główny: Daniel Stricker Miroslav Stolc Sędziowie liniowi: Jaka Gasper Zgonc Ulrich Pardatscher |

| 16 listopada 2021 | HC Fribourg-Gottéron | 2:4 | EHC Red Bull Monachium | BCF Arena, Fryburg |

| Szczegóły      | Szczegóły                                      | Szczegóły       | Szczegóły                                                                                | Szczegóły                                                                                                  |
| -------------- | ---------------------------------------------- | --------------- | ---------------------------------------------------------------------------------------- | --- |
| Godzina: 20:05 | K. Mottet (EQ) 07:25 D. Desharnais (PEN) 44:28 | (1:1, 0:3, 1:0) | 16:13 (EQ) J. Schütz 25:35 (SH) J. Blum 35:40 (EQ) F. Tiffels 38:51 (EQ) K. Abeltshauser | Widzów: 5039 Sędzia główny: Richard Magnusson Mikael Holm Sędziowie liniowi: Dario Fuchs Marc-Henri Progin |
| Godzina: 20:05 | 8 min. kar                                     |                 | 10 min. kar                                                                              | Widzów: 5039 Sędzia główny: Richard Magnusson Mikael Holm Sędziowie liniowi: Dario Fuchs Marc-Henri Progin |

| 16 listopada 2021 | ZSC Lions | 3:4 | Rögle BK | Hallenstadion, Zurych |

| Szczegóły      | Szczegóły                                                             | Szczegóły       | Szczegóły                                                                                      | Szczegóły                                                                                                   |
| -------------- | --------------------------------------------------------------------- | --------------- | ---------------------------------------------------------------------------------------------- | --- |
| Godzina: 20:05 | J. Sigrist (EQ) 17:53 D. Hollenstein (EQ) 28:02 P. Geering (EQ) 49:27 | (1:1, 1:2, 1:1) | 17:33 (PP) A. Tambellini 35:12 (PP) D. Everberg 38:35 (PP) A. Tambellini 59:28 (EQ) S. Jonsson | Widzów: 3016 Sędzia główny: Aleksi Rantala Marian Rohatsch Sędziowie liniowi: David Obwegeser Eric Cattaneo |
| Godzina: 20:05 | 8 min. kar                                                            |                 | 4 min. kar                                                                                     | Widzów: 3016 Sędzia główny: Aleksi Rantala Marian Rohatsch Sędziowie liniowi: David Obwegeser Eric Cattaneo |

| 17 listopada 2021 | Dragons de Rouen | 3:0 | EC Red Bull Salzburg | Patinoire Nathalie Péchalat, Rouen |

| Szczegóły      | Szczegóły                                                         | Szczegóły       | Szczegóły  | Szczegóły |
| -------------- | ----------------------------------------------------------------- | --------------- | ---------- | --- |
| Godzina: 19:30 | D. Gilbert (EQ) 36:58 R. Vīgners (EQ) 52:18 R. Vīgners (SH) 55:42 | (0:0, 1:0, 2:0) |            | Widzów: 3279 Sędzia główny: Lasse Kopitz Gordon Schukies Sędziowie liniowi: Nicolas Constantineau Clément Goncalves |
| Godzina: 19:30 | 4 min. kar                                                        |                 | 4 min. kar | Widzów: 3279 Sędzia główny: Lasse Kopitz Gordon Schukies Sędziowie liniowi: Nicolas Constantineau Clément Goncalves |

| 23 listopada 2021 | Sparta Praga | 1:2 | Skellefteå AIK | Tipsport Arena, Praga |

| Szczegóły      | Szczegóły           | Szczegóły       | Szczegóły                                     | Szczegóły                                                                                                |
| -------------- | ------------------- | --------------- | --------------------------------------------- | --- |
| Godzina: 18:00 | M. Řepík (EQ) 10:57 | (1:0, 0:0, 0:2) | 41:29 (EA) P. Granberg 59:38 (EA) L. Karlsson | Widzów: 3417 Sędzia główny: Michael Tscherrig Micha Hebeisen Sędziowie liniowi: Jiří Ondráček Josef Špůr |
| Godzina: 18:00 | 6 min. kar          |                 | 6 min. kar                                    | Widzów: 3417 Sędzia główny: Michael Tscherrig Micha Hebeisen Sędziowie liniowi: Jiří Ondráček Josef Špůr |

| 23 listopada 2021 | Tappara | 4:2 | Växjö Lakers | Hakametsä Stadium, Tampere |

| Szczegóły      | Szczegóły                                                                                   | Szczegóły       | Szczegóły                                      | Szczegóły                                                                                             |
| -------------- | ------------------------------------------------------------------------------------------- | --------------- | ---------------------------------------------- | --- |
| Godzina: 18:00 | K. Platzer (PP) 31:30 P. Virta (EQ) 43:59 A. Levtchi (EQ) 45:38 V.-M. Vittasmäki (SH) 58:24 | (0:0, 1:2, 3:0) | 47:41 (EQ) H. H. Aktell 38:24 (PP) O. Lycksell | Widzów: — Sędzia główny: Marc Iwert André Schrader Sędziowie liniowi: Lauri Nikulainen Hannu Sormunen |
| Godzina: 18:00 | 8 min. kar                                                                                  |                 | 8 min. kar                                     | Widzów: — Sędzia główny: Marc Iwert André Schrader Sędziowie liniowi: Lauri Nikulainen Hannu Sormunen |

| 23 listopada 2021 | Frölunda HC | 4:1 | Adler Mannheim | Frölundaborgs Isstadion, Göteborg |

| Szczegóły      | Szczegóły                                                                                    | Szczegóły       | Szczegóły           | Szczegóły                                                                                                   |
| -------------- | -------------------------------------------------------------------------------------------- | --------------- | ------------------- | --- |
| Godzina: 18:05 | E. Söderblom (EQ) 12:24 J. Sundström (EQ) 25:28 E. Söderblom (EQ) 52:56 J. Muršak (EQ) 55:00 | (1:0, 1:0, 2:1) | 44:31 (EQ) L. Tosto | Widzów: 1738 Sędzia główny: Mikko Kaukokari Joonas Kova Sędziowie liniowi: Andreas Malmqvist Gustav Jonsson |
| Godzina: 18:05 | 0 min. kar                                                                                   |                 | 6 min. kar          | Widzów: 1738 Sędzia główny: Mikko Kaukokari Joonas Kova Sędziowie liniowi: Andreas Malmqvist Gustav Jonsson |

| 23 listopada 2021 | Rögle BK | 3:1 | ZSC Lions | Catena Arena, Ängelholm |

| Szczegóły      | Szczegóły                                                          | Szczegóły       | Szczegóły           | Szczegóły |
| -------------- | ------------------------------------------------------------------ | --------------- | ------------------- | --- |
| Godzina: 18:05 | L. Larsson (PP) 36:50 D. Everberg (PP) 52:55 A. Edström (EN) 59:25 | (0:0, 1:1, 2:0) | 33:11 (EQ) Y. Weber | Widzów: 3147 Sędzia główny: Lassi Heikkinen Kristian Vikman Sędziowie liniowi: Ludvig Lundgren Andreas Svensson |
| Godzina: 18:05 | 12 min. kar                                                        |                 | 16 min. kar         | Widzów: 3147 Sędzia główny: Lassi Heikkinen Kristian Vikman Sędziowie liniowi: Ludvig Lundgren Andreas Svensson |

| 23 listopada 2021 | Leksands IF | 8:1 | EC KAC | Tegera Arena, Leksand |

| Szczegóły      | Szczegóły | Szczegóły       | Szczegóły            | Szczegóły                                                                                                 |
| -------------- | --- | --------------- | -------------------- | --- |
| Godzina: 19:00 | I. Rosén (EQ) 01:34 I. Rosén (PP) 08:49 E. Heineman (PP) 12:27 M. Karlsson (PP) 32:58 M. Caito (PP2) 36:12 E. Heineman (EQ) 49:49 E. Heineman (EQ) 58:10 C. Camper (EN) 59:05 | (3:0, 2:0, 3:1) | 46:24 (EQ) L. Haudum | Widzów: 2365 Sędzia główny: Riku Brander Aaro Brännare Sędziowie liniowi: Daniel Persson Peter Almerstedt |
| Godzina: 19:00 | 4 min. kar |                 | 14 min. kar          | Widzów: 2365 Sędzia główny: Riku Brander Aaro Brännare Sędziowie liniowi: Daniel Persson Peter Almerstedt |

| 24 listopada 2021 | Lukko | [ 5 ] | HC Bolzano | Kivikylän Areena, Rauma |

| Godzina: 18:00 |          | () |          | Sędzia główny: Sędziowie liniowi: |
| Godzina: 18:00 | min. kar |    | min. kar | Sędzia główny: Sędziowie liniowi: |

| 24 listopada 2021 | EHC Red Bull Monachium | 3:2 | HC Fribourg-Gottéron | Olympia-Eisstadion, Monachium |

| Szczegóły      | Szczegóły                                                             | Szczegóły       | Szczegóły                                     | Szczegóły                                                                                                  |
| -------------- | --------------------------------------------------------------------- | --------------- | --------------------------------------------- | --- |
| Godzina: 18:00 | T. Parkes (EQ) 43:55 Z. Redmond (EQ) 52:49 Phillip Gogulla (EN) 59:48 | (0:0, 0:0, 3:2) | 41:20 (EQ) C. DiDomenico 42:22 (EQ) S. Walser | Widzów: 986 Sędzia główny: Milan Zrnić Christian Ofner Sędziowie liniowi: Tobias Schwenk Marius Wölzmüller |
| Godzina: 18:00 | 6 min. kar                                                            |                 | 8 min. kar                                    | Widzów: 986 Sędzia główny: Milan Zrnić Christian Ofner Sędziowie liniowi: Tobias Schwenk Marius Wölzmüller |

| 24 listopada 2021 | EC Red Bull Salzburg | 3:1 | Dragons de Rouen | Eisarena Salzburg, Salzburg |

| Szczegóły      | Szczegóły                                                         | Szczegóły       | Szczegóły         | Szczegóły                                                                                                   |
| -------------- | ----------------------------------------------------------------- | --------------- | ----------------- | --- |
| Godzina: 20:20 | T. Raffl (PP) 15:58 T. Raffl (EQ) 35:52 J.-M. Järvinen (EQ) 49:38 | (1:0, 1:0, 1:1) | 54:48 (EQ) D. Yeo | Widzów: — Sędzia główny: Kristijan Nikolić Christoph Sternat Sędziowie liniowi: Elias Seewald Simon Riecken |
| Godzina: 20:20 | 6 min. kar                                                        |                 | 4 min. kar        | Widzów: — Sędzia główny: Kristijan Nikolić Christoph Sternat Sędziowie liniowi: Elias Seewald Simon Riecken |

### 1/4 finału
Mecze tej fazy rozgrywek odbyły się 7 oraz 14 grudnia 2021 roku.
| 7 grudnia 2021 | Sparta Praga | 2:5 | Rögle BK | Tipsport Arena, Praga |

| Szczegóły      | Szczegóły                                   | Szczegóły       | Szczegóły | Szczegóły                                                                                                   |
| -------------- | ------------------------------------------- | --------------- | --- | --- |
| Godzina: 18:00 | E. Thorell (EQ) 01:11 R. Jeřábek (EQ) 36:13 | (1:1, 1:3, 0:1) | 19:55 (PP) L. Bristedt 25:53 (EQ) T. Sund 26:22 (EQ) A. Tambellini 39:31 (EQ) S. Johannesson 45:23 (EQ) L. Ekeståhl-Jonsson | Widzów: 1000 Sędzia główny: Christian Ofner Christoph Sternat Sędziowie liniowi: Daniel Hynek Jiří Ondráček |
| Godzina: 18:00 | 6 min. kar                                  |                 | 4 min. kar | Widzów: 1000 Sędzia główny: Christian Ofner Christoph Sternat Sędziowie liniowi: Daniel Hynek Jiří Ondráček |

| 7 grudnia 2021 | Tappara | 3:3 | Dragons de Rouen | Nokia Arena, Tampere |

| Szczegóły      | Szczegóły                                                      | Szczegóły       | Szczegóły                                                            | Szczegóły                                                                                                 |
| -------------- | -------------------------------------------------------------- | --------------- | -------------------------------------------------------------------- | --- |
| Godzina: 18:00 | K. Platzer (PP) 06:09 W. Merelä (EQ) 17:14 K. Tanus (PP) 34:01 | (2:0, 1:2, 0:1) | 28:04 (PP) L. Lamperier 31:30 (PP) R. Vīgners 54:41 (EQ) A. Johnston | Widzów: 3874 Sędzia główny: Vladimír Pešina Jakub Šindel Sędziowie liniowi: Tommi Niittylä Hannu Sormunen |
| Godzina: 18:00 | 4 min. kar                                                     |                 | 8 min. kar                                                           | Widzów: 3874 Sędzia główny: Vladimír Pešina Jakub Šindel Sędziowie liniowi: Tommi Niittylä Hannu Sormunen |

| 7 grudnia 2021 | Lukko | 2:2 | EHC Red Bull Monachium | Kivikylän Areena, Rauma |

| Szczegóły      | Szczegóły                                   | Szczegóły       | Szczegóły                                  | Szczegóły |
| -------------- | ------------------------------------------- | --------------- | ------------------------------------------ | --- |
| Godzina: 18:00 | L. Nyman (EQ) 24:25 S. Piipponen (EQ) 39:34 | (0:0, 2:0, 0:2) | 43:47 (EQ) F. Tiffels 53:50 (EQ) T. Parkes | Widzów: 953 Sędzia główny: Mark Lemelin Daniel Stricker Sędziowie liniowi: Markus Hagerström Lauri Nikulainen |
| Godzina: 18:00 | 8 min. kar                                  |                 | 10 min. kar                                | Widzów: 953 Sędzia główny: Mark Lemelin Daniel Stricker Sędziowie liniowi: Markus Hagerström Lauri Nikulainen |

| 7 grudnia 2021 | Leksands IF | 2:5 | Frölunda HC | Tegera Arena, Leksand |

| Szczegóły      | Szczegóły                                     | Szczegóły       | Szczegóły | Szczegóły                                                                                                |
| -------------- | --------------------------------------------- | --------------- | --- | --- |
| Godzina: 19:00 | M. Veronneau (EQ) 09:28 L. Bichsel (EQ) 18:17 | (2:2, 0:0, 0:3) | 10:02 (EQ) P. Carlsson 16:40 (EQ) J. Olsson 53:04 (EQ) S. Elliott 54:57 (EQ) P. Carlsson 56:06 (EQ) E. Söderblom | Widzów: 2011 Sędzia główny: Mikael Nord Tobias Björk Sędziowie liniowi: Tobias Nordlander Daniel Persson |
| Godzina: 19:00 | 2 min. kar                                    |                 | 2 min. kar | Widzów: 2011 Sędzia główny: Mikael Nord Tobias Björk Sędziowie liniowi: Tobias Nordlander Daniel Persson |

| 14 grudnia 2021 | Frölunda HC | 3:3 | Leksands IF | Frölundaborgs Isstadion, Göteborg |

| Szczegóły      | Szczegóły                                                           | Szczegóły       | Szczegóły                                                     | Szczegóły                                                                                               |
| -------------- | ------------------------------------------------------------------- | --------------- | ------------------------------------------------------------- | --- |
| Godzina: 19:00 | Ryan Lasch (PP) 16:53 M. Friberg (SH) 35:06 E. Söderblom (PP) 59:57 | (1:1, 1:1, 1:1) | 06:47 (EQ) M. Ruohomaa 26:53 (EQ) P. Norén 46:23 (EQ) N. Åman | Widzów: 3575 Sędzia główny: Mikael Holm Linus Öhlund Sędziowie liniowi: Andreas Svensson Gustav Jonsson |
| Godzina: 19:00 | 6 min. kar                                                          |                 | 14 min. kar                                                   | Widzów: 3575 Sędzia główny: Mikael Holm Linus Öhlund Sędziowie liniowi: Andreas Svensson Gustav Jonsson |

| 14 grudnia 2021 | Rögle BK | 1:3 | Sparta Praga | Catena Arena, Ängelholm |

| Szczegóły      | Szczegóły              | Szczegóły       | Szczegóły                                                        | Szczegóły |
| -------------- | ---------------------- | --------------- | ---------------------------------------------------------------- | --- |
| Godzina: 19:00 | B. Ferguson (PP) 43:48 | (0:0, 0:0, 1:3) | 46:44 (EQ) M. Forman 54:54 (EA) F. Chlapík 58:37 (EA) F. Chlapík | Widzów: 3442 Sędzia główny: Mikko Kaukokari Kristian Vikman Sędziowie liniowi: Ludvig Lundgren Anders Nyqvist |
| Godzina: 19:00 | 6 min. kar             |                 | 12 min. kar                                                      | Widzów: 3442 Sędzia główny: Mikko Kaukokari Kristian Vikman Sędziowie liniowi: Ludvig Lundgren Anders Nyqvist |

| 14 grudnia 2021 | Dragons de Rouen | 0:4 | Tappara | Patinoire Nathalie Péchalat, Rouen |

| Szczegóły      | Szczegóły   | Szczegóły       | Szczegóły                                                                                | Szczegóły |
| -------------- | ----------- | --------------- | ---------------------------------------------------------------------------------------- | --- |
| Godzina: 19:30 |             | (0:0, 0:2, 0:2) | 20:55 (PP) K. Platzer 23:29 (EQ) S. Salonen 56:37 (EN) M. Seppälä 58:29 (EN) C. Bertrand | Widzów: 3016 Sędzia główny: Lasse Kopitz Gordon Schukies Sędziowie liniowi: Nicolas Constantineau Clément Goncalves |
| Godzina: 19:30 | 16 min. kar |                 | 6 min. kar                                                                               | Widzów: 3016 Sędzia główny: Lasse Kopitz Gordon Schukies Sędziowie liniowi: Nicolas Constantineau Clément Goncalves |

| 14 grudnia 2021 | EHC Red Bull Monachium | 2:1 pd. | Lukko | Olympia-Eisstadion, Monachium |

| Szczegóły      | Szczegóły                                  | Szczegóły            | Szczegóły          | Szczegóły |
| -------------- | ------------------------------------------ | -------------------- | ------------------ | --- |
| Godzina: 20:15 | F. Tiffels (EQ) 38:24 J. Schütz (EQ) 62:25 | (0:0, 1:1, 0:0, 1:0) | 32:31 (EQ) S. Repo | Widzów: — Sędzia główny: Christoph Sternat Trpimir Piragić Sędziowie liniowi: Tobias Schwenk Marius Wölzmüller |
| Godzina: 20:15 | 2 min. kar                                 |                      | 10 min. kar        | Widzów: — Sędzia główny: Christoph Sternat Trpimir Piragić Sędziowie liniowi: Tobias Schwenk Marius Wölzmüller |

### 1/2 finału
Mecze tej fazy rozgrywek odbędą się 4 oraz 11 stycznia 2022 roku.
| 4 stycznia 2022 | Rögle BK | 19:00 | Frölunda HC | Catena Arena, Ängelholm |

| 4 stycznia 2022 | EHC Red Bull Monachium | 20:30 | Tappara | Olympia-Eisstadion, Monachium |

| 11 stycznia 2022 | Tappara | 18:00 | EHC Red Bull Monachium | Nokia Arena, Tampere |

| 11 stycznia 2022 | Frölunda HC | 19:00 | Rögle BK | Frölundaborgs Isstadion, Göteborg |

### Finał
Mecz finałowy odbędzie się 1 marca 2022 roku.
| 1 marca 2022 | TBD |  | TBD |  |